# Camion
Pour les articles homonymes, voir Camion (homonymie).
Un camion est un véhicule automobile destiné au transport routier de marchandises. Autrefois, il pouvait s'agir d'un véhicule à bras tracté par des hommes ou des animaux.
Sur le plan technique, le camion se distingue du véhicule léger par sa charge à l'essieu, ses dimensions plus importantes et sa fonction.
Il est conduit par un routier (une routière) ou camionneur (une camionneuse) qui, en outre, a pour tâche de surveiller le chargement et le déchargement de la marchandise. Il est nécessaire d'avoir le permis de conduire approprié pour conduire un poids lourd. Dans la plupart des pays, la circulation des véhicules lourds (autobus, autocars, trolleybus, tracteurs routiers munis ou non d'une remorque) est soumise à une réglementation particulière, notamment en ce qui concerne les temps de conduite et de repos, le poids du véhicule et le chargement.

## Étymologie
C'est dans les domaines linguistiques normands et picards qu'apparaît le mot camion à l'époque médiévale. Il s'agit d'un chariot apte au transport, ou charriage lourd, décliné en diverses tailles par l'art du charron. Le mot passe tardivement en français au début du XIXe siècle ; les dérivés comme le substantif camionnage et le verbe camion(n)er sont seulement attestés entre 1820 et 1830 en français écrit. Pourtant, le conducteur de cet équipage de transport lourd, le cammion(n)eur est déjà connu dès le milieu du XVIe siècle. Le mot chamion est attesté en ancien français vers 1352. Il existe une forme analogue en latin classique, soit carrus magnae rotae ou carrum magnae rotae, c'est-à-dire un « char ou chariot à grandes ou hautes roues ». L'usage transforme l'expression en carmagnio (forme hypothétique), camion ou chamion. Les mots latins carrus,i ou carrum,i désignent un chariot, le char à quatre roues, le fourgon. C'est un mot emprunté au gaulois. L'expression complète possède un sens proche du mot latin tardif, de genre neutre, carrǎcutium, ii désignant un char à très hautes roues, selon Isidore, apte à la « ruptio », c'est-à-dire à la « route » au sens ancien, précisément là où il n'y a pas de voie aménagée. La carruca via n'est qu'une vague trace tout terrain ou un chemin champêtre, en absence de voie correctement aménagée sur un soubassement en dur. On comprend la nécessité de hautes roues ou à défaut, d'une construction robuste.

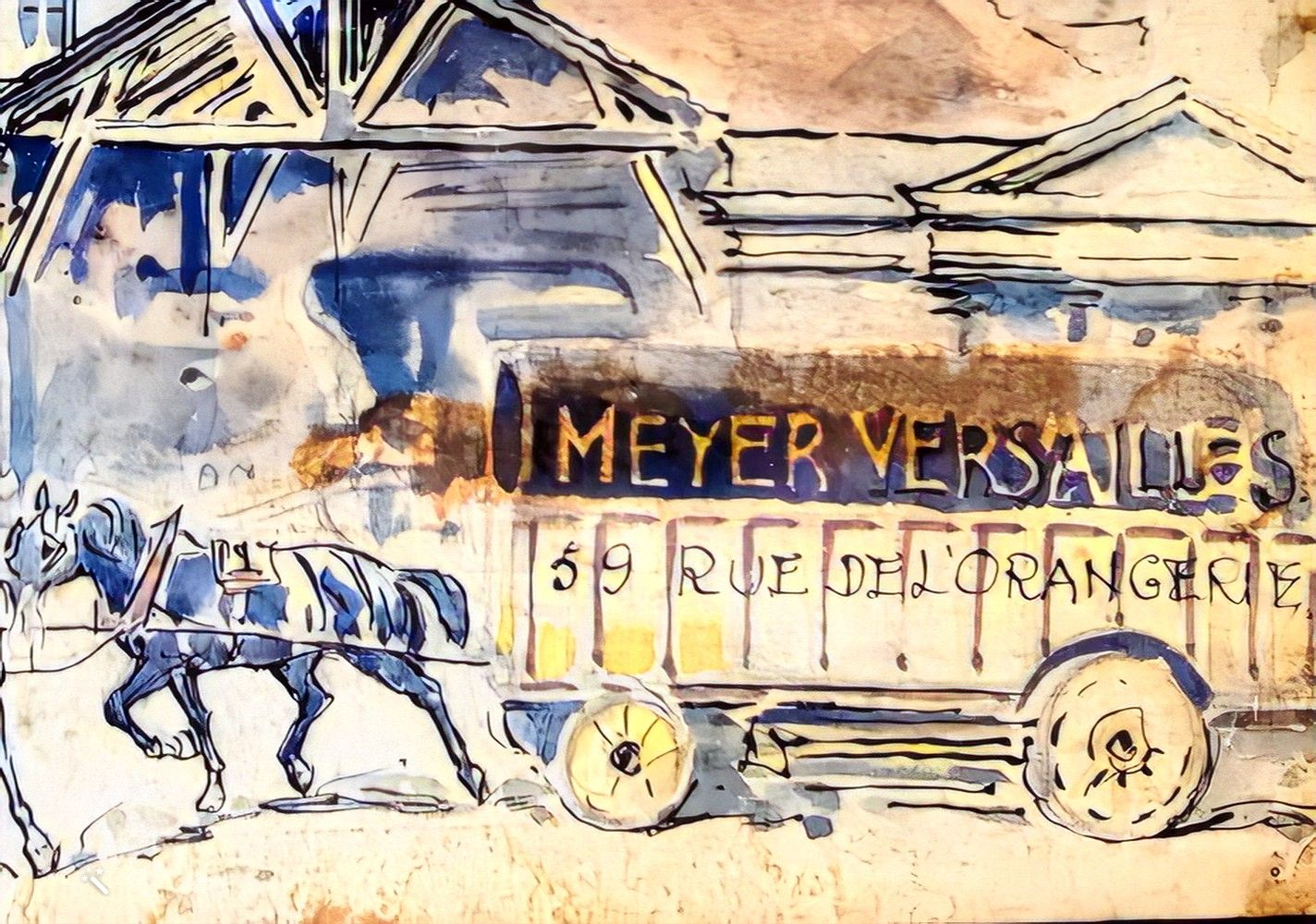
Camion de déménagement Meyer Versailles avec chevaux.

Le mot « camion » est polysémique en français, il apparaît d'abord officiellement pour désigner une « très petite épingle ». À partir de sa 6e édition (1832-1835), le Dictionnaire de l'Académie française ajoute que camion « se dit aussi d'une espèce de petite charrette, ou de haquet, ordinairement traînée par un cheval ou par deux hommes. »
Le Littré définit le camion comme une charrette dont les roues ont très peu de hauteur mais aussi comme un « vase de terre servant à délayer le badigeon » ; camion désigne aussi à l'époque une « petite tête de chardon à carder » et, encore, un « sabot d'enfant ». Émile Littré précise que le mot a aussi pu s'écrire « chamion » et « gomion », au XVIe siècle ; il considère l'étymologie du mot comme inconnue, mais le lexique de Corblet estime que camion, ancien dans la langue, est un mot picard passé dans le français. Camion est aussi le nom donné au bac dont se sert le peintre pour tremper son rouleau ou son pinceau. Littré rappelle que campolus et camuleus, signifient chariot en bas-latin, et évoqueraient le radical cam (peut-être le latin cama ; lit très bas). L'espagnol cama signifiait à la fois un lit bas et le fond d'un chariot. Le chamuleus d'Ammien Marcellin est une sorte de traîneau, de voiture très basse.
En 1932, le Dictionnaire de l'Académie française définit le camion comme « espèce de charrette basse et lourde qui sert au transport des colis, des pierres, des barriques. Camion à chevaux. Camion automobile. Camion de louage » ; « il désigne aussi le char bas sur roues avec lequel les maçons transportent les pierres de taille » et on l'appelle aussi « fardier ».
Selon le Cnrtl le camion a été un véhicule à bras tiré par des hommes ou des bêtes avant d'être un véhicule automobile.

## Histoire

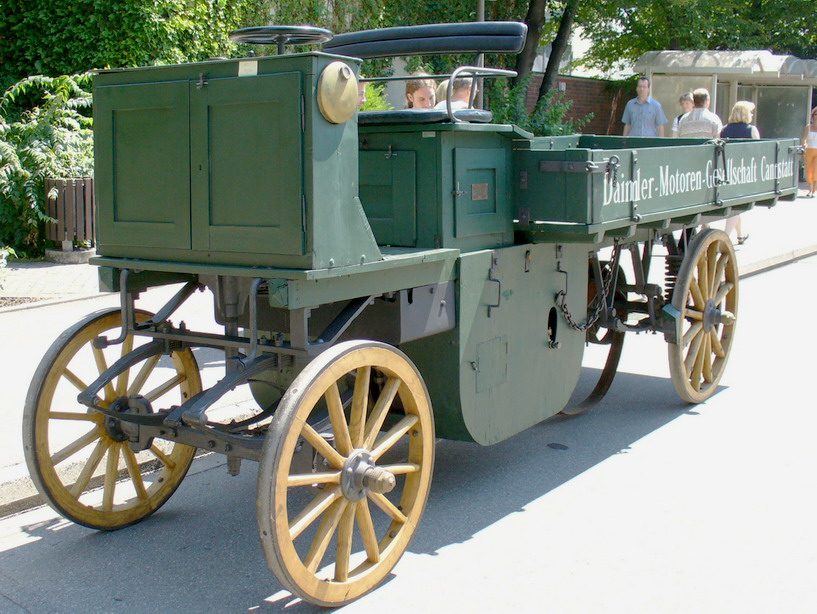
Daimler, 1896.

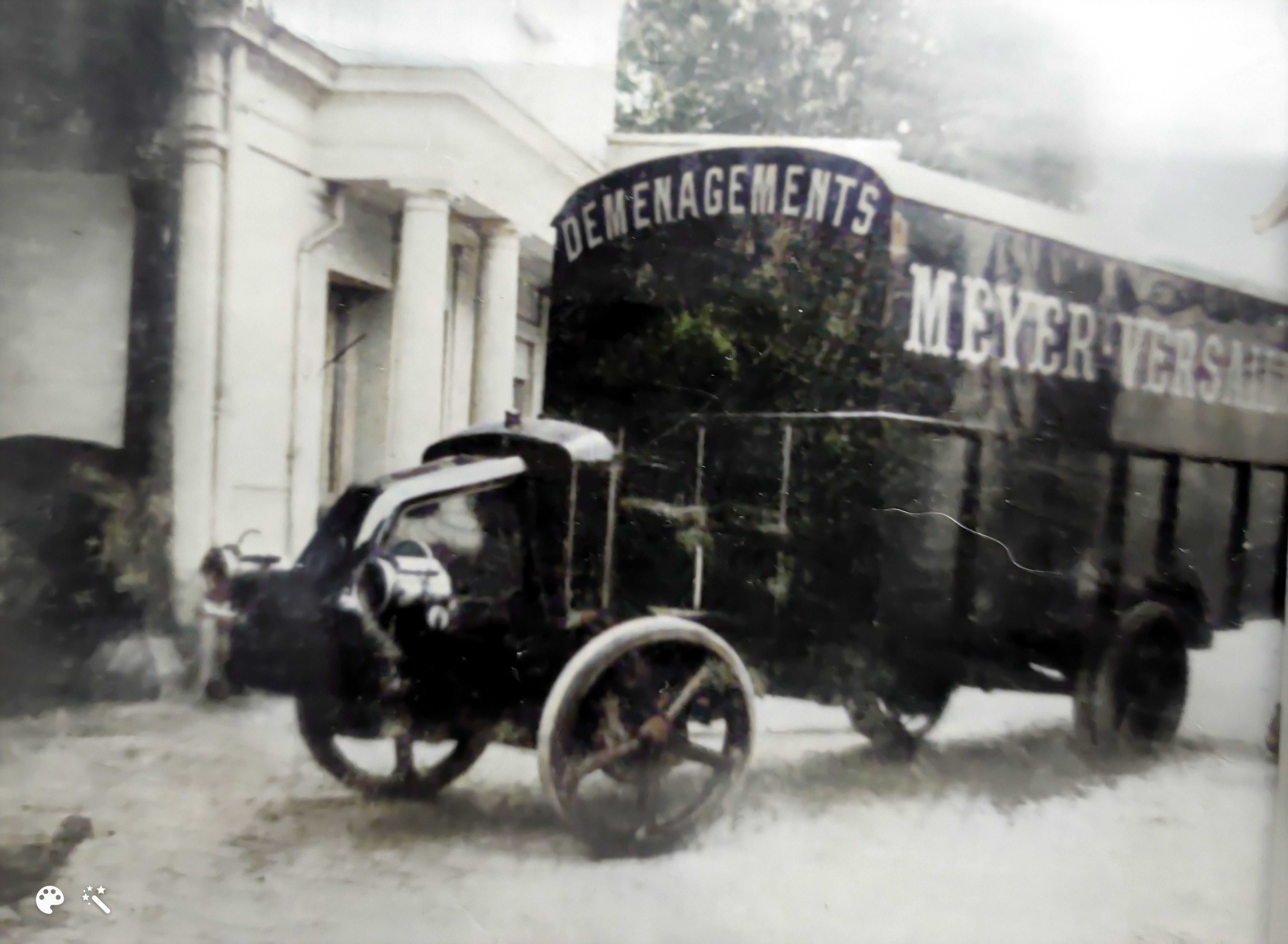
Premier camion de transports de biens à moteur introduit en France par François Meyer de Versailles, en 1905

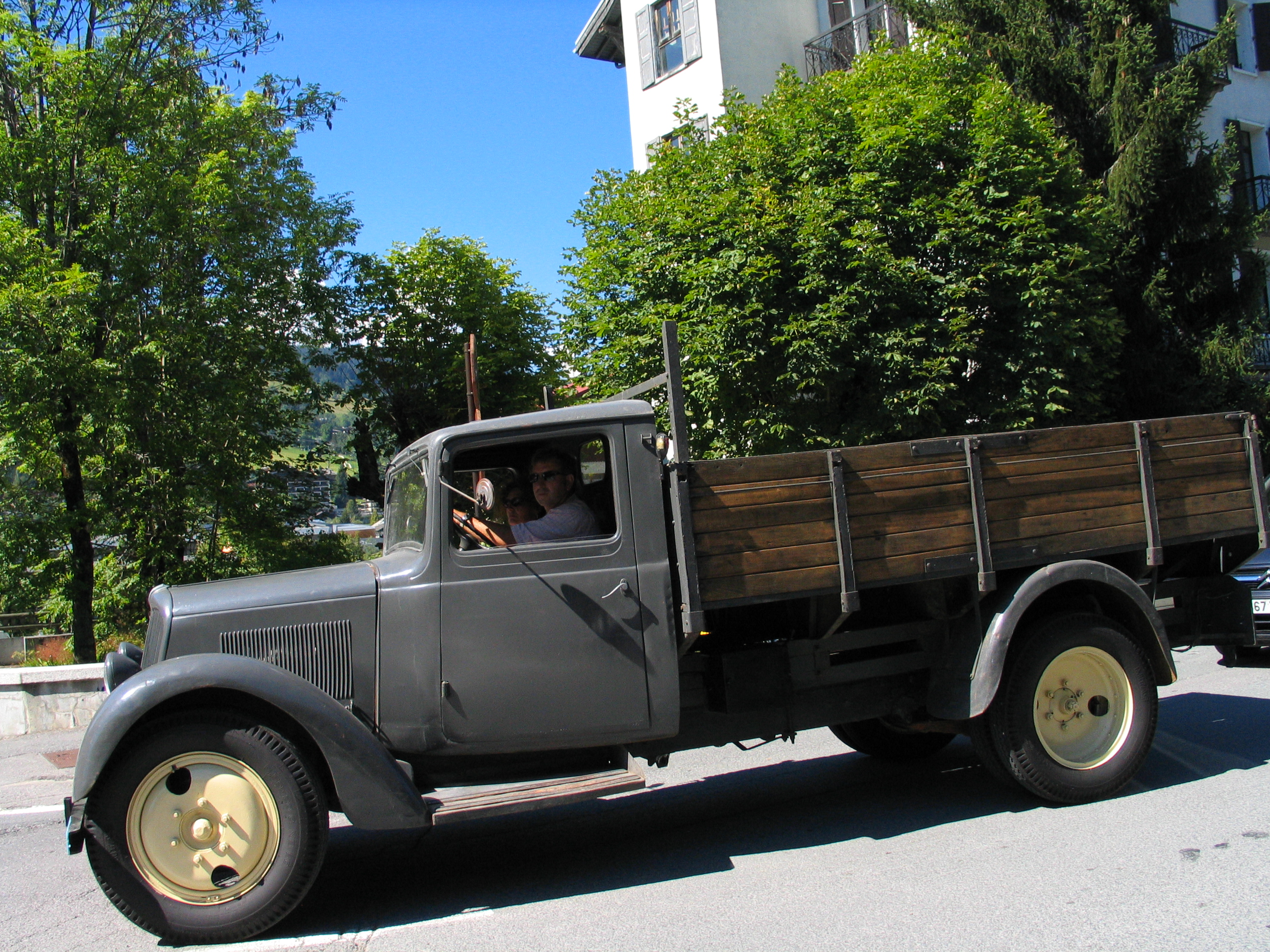
Camion Citroën des années 1950.

Historiquement, dans son sens moderne, c'est le fardier de Cugnot (chariot servant à transporter un « fardeau »), créé en 1769, qui apparaît comme le premier véhicule motorisé capable de transporter plusieurs tonnes de chargement. En 1879 et 1880, Amédée Bollée fabrique une petite série de trains routiers à vapeur de 100 ch et d'une capacité de 100 t, premiers véhicules à moteur de transport de marchandises sur route. Le premier camion moderne serait celui inventé en 1896 par Gottlieb Daimler. À la même époque, le constructeur bordelais Valentin Purrey réalise un camion à vapeur dont les raffineries de sucre Say commandent 34 exemplaires.
Plusieurs constructeurs, parmi lesquels Marius Berliet, produisent ensuite ce type de véhicules qui se développe au rythme de nombreuses innovations techniques : roues jumelées en 1908, transmission, freinage, suspensions, sellette d'attelage de remorque, etc..
Parmi les grandes marques de camions, une grande partie est européenne, comme MAN et Mercedes en Allemagne, Steyr en Autriche, IVECO en Italie, Renault Trucks (anciennement Berliet, puis Saviem après les années 1950, puis Renault Véhicules Industriels, maintenant marque du groupe Volvo) en France, DAF aux Pays-Bas, Volvo et Scania en Suède.
Aux États-Unis, les principales marques sont Chevrolet, Ford, GMC pour les camions de gamme moyenne, les camions légers et les pick-up trucks ; Freightliner LLC, International, Kenworth, Mack, Peterbilt, RAM Trucks, Sterling, Volvo et Western Star pour les camions lourds.
Au Japon, les principales marques sont : Hino (Toyota), Isuzu, Mitsubishi et Nissan (camions de moyen tonnage, légers et « pick-up trucks »).

## Description
Presque tous les camions partagent une structure commune : ils sont constitués d'un châssis, d'une cabine, d'un espace pour charger de la marchandise ou de l'équipement, d'essieux, de suspension et de roues, d'un moteur et d'une transmission. Des accessoires pneumatiques tels que nacelle ; hydrauliques tels que grue auxiliaire et hayon, multibenne ; des systèmes électriques tels gyrophare, feu de travail, klaxon peuvent également être présents. Ce sont des machines complexes.

### Types de cabines
La cabine est un espace clos où le conducteur est assis pour conduire. Il peut y avoir, en plus, un compartiment couchette intégré (cabine profonde) ou rattaché à la cabine, où le chauffeur peut dormir à l'arrêt. En Amérique du Nord ou en Australie, par exemple, où les trajets peuvent être très longs, de nombreux tracteurs routier sont équipés d'une sleeper box (ou « boite à dormir »), s'apparentant à un studio.
Il existe différents types de cabines : principalement la « cabine avancée », presque omniprésente en Europe, et la « cabine conventionnelle », ou cabine dite « à capot », bien plus courante aux États-Unis.

#### Cabine conventionnelle

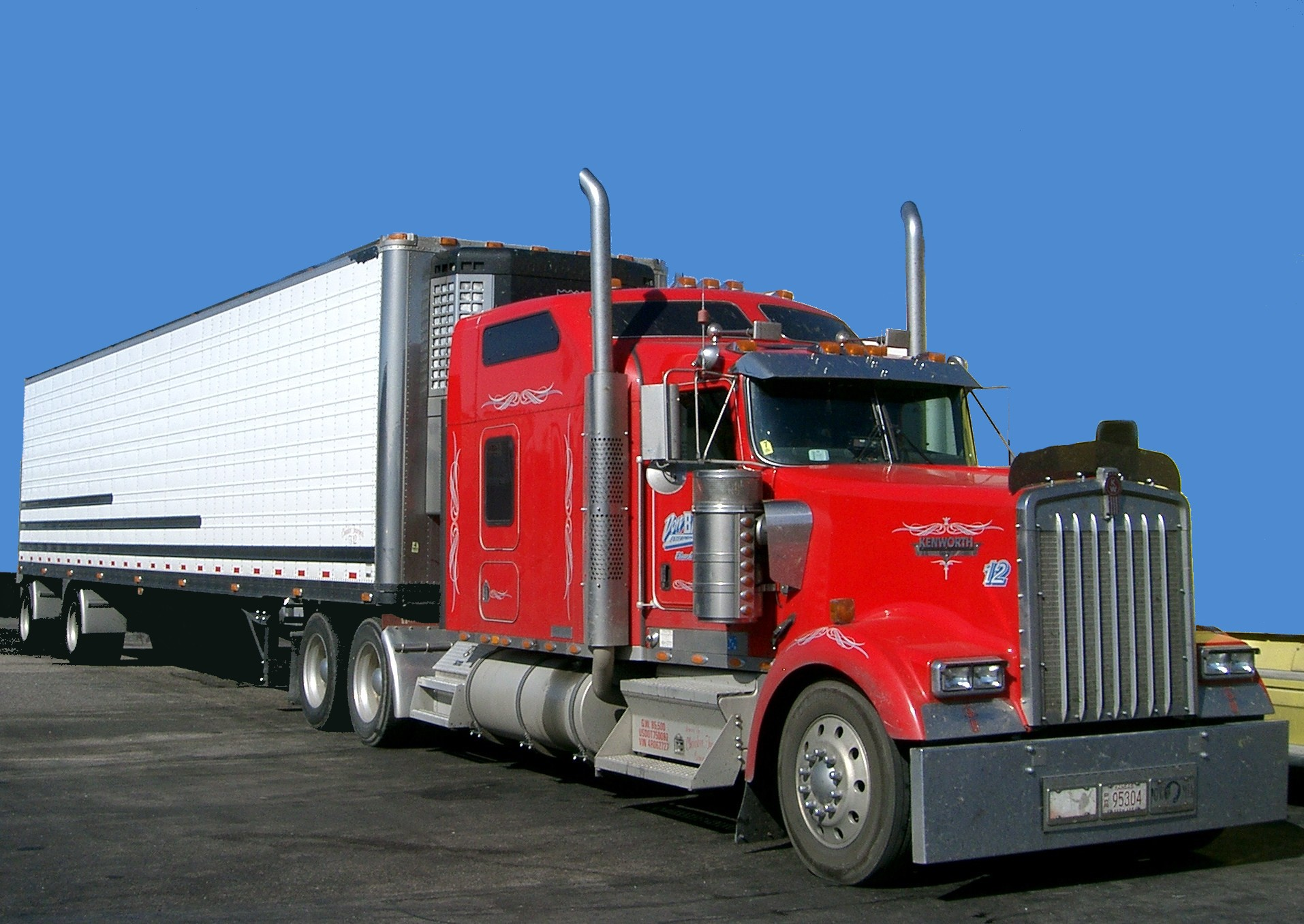
Cabine conventionnelle (Kenworth)

Une cabine conventionnelle, ou cabine à capot, ou cabine reculée, est une cabine où le poste de conduite est situé derrière le compartiment moteur et non pas au-dessus de l'essieu avant. Ce type de cabine est beaucoup plus présent aux États-Unis où la longueur des ensembles routiers est moins réglementée qu'en Europe. Ce type de cabine permet de s'affranchir du capot moteur, souvent présent dans les cabines avancées, la partie couchette est -sur les modèles outre-Atlantique les plus anciens- une cellule rapportée, aménageable à volonté et, sur les modèles plus récents, est désormais intégrée au reste de la cabine.

#### Cabine avancée

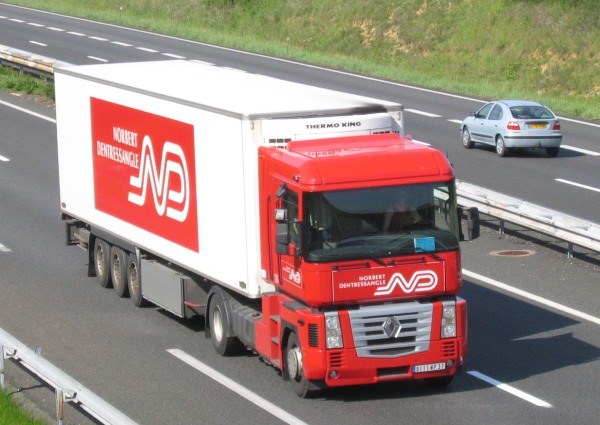
Cabine avancée (Renault Magnum) de l'entreprise Norbert Dentressangle (entreprise aujourd'hui disparue)

Une cabine avancée, ou « nez plat », est une cabine où le siège du chauffeur est au-dessus de l'essieu avant ; le moteur se trouvant sous la cabine. Cette conception est presque omniprésente en Europe, où la longueur des camions est strictement réglementée, mais aussi largement utilisée dans le reste du monde. Ils étaient fréquents aux États-Unis, mais ils ont perdu de leur importance à cause de l'extension des voies de circulation, ce qui a conduit à l'utilisation de camions plus grands et à l'autorisation de leur circulation au début des années 1980. Pour accéder au moteur, la cabine entière bascule vers l'avant. Ce type de cabine est particulièrement bien adapté aux conditions de livraison en Europe, où de nombreuses routes suivent le tracé de parcours beaucoup plus anciens et voies de roulement qui exigent une capacité de virage supplémentaire de la cabine. La conception de cabine avancée est due à Viktor Schreckengost (en).

#### Cabine surbaissée

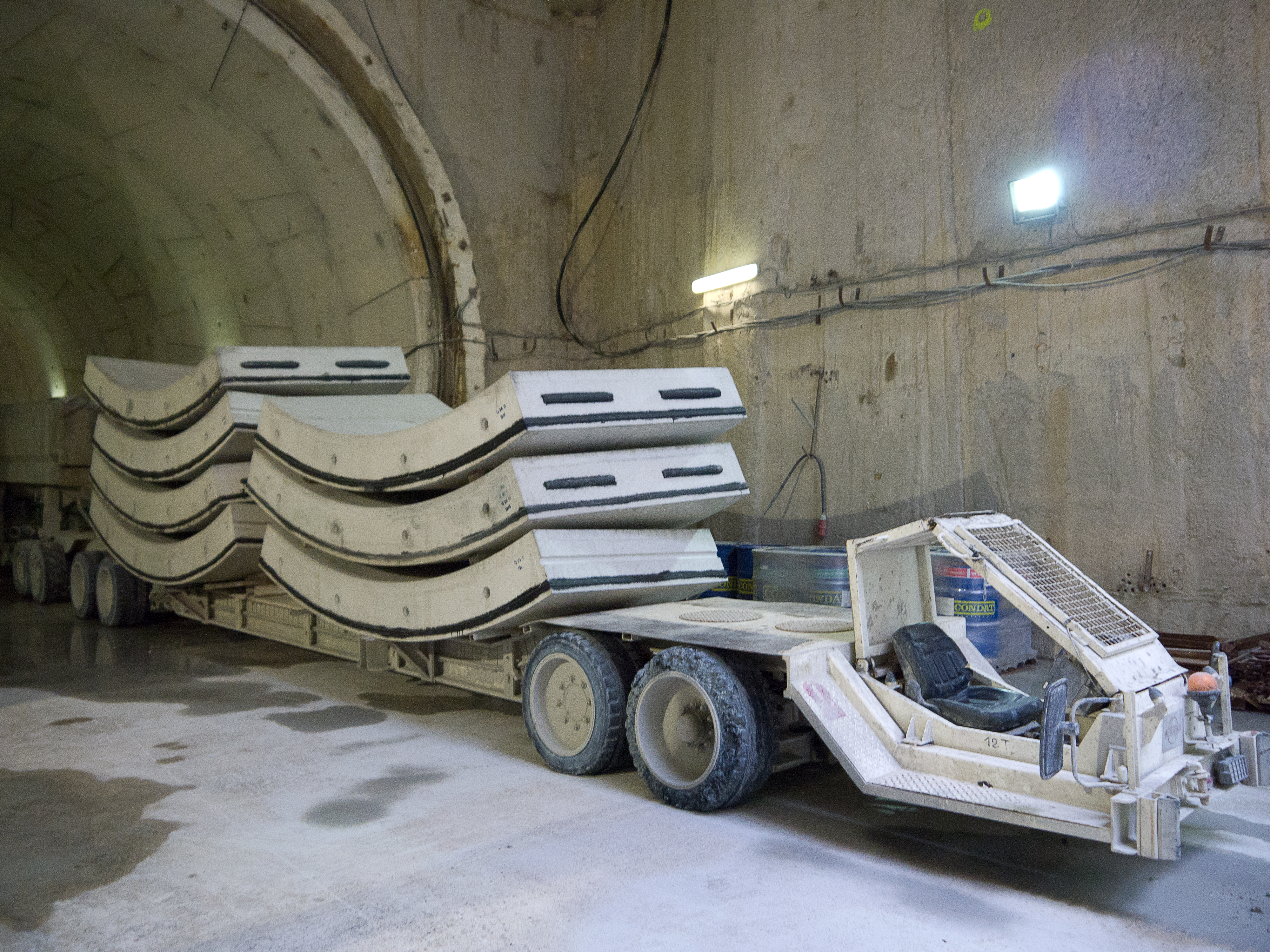
Camion à cabine surbaissée servant au transport de voussoirs pour la construction de tunnel.

Les camions travaillant régulièrement dans des environnements à hauteur limitée comme les tunnels, les galeries de mines, ou les tarmacs d'aéroports doivent être munis de cabines basses qui peut être placée en avant du groupe motopropulseur.

#### Cabine double

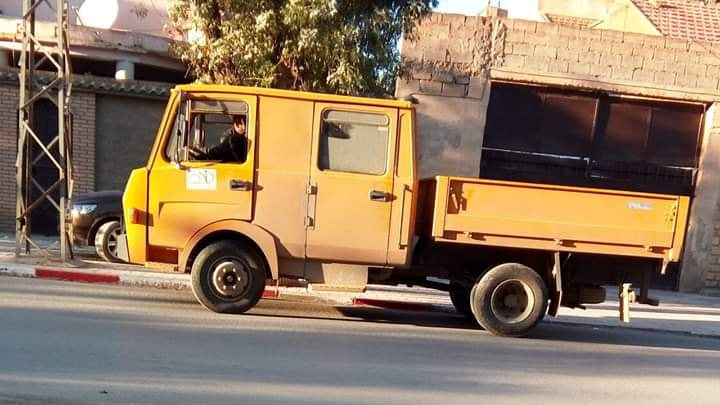
Camion double cabine.

Il s'agit d'une cabine allongée présentant une seconde rangée de sièges permettant de transporter jusqu'à huit personnes, chauffeur compris (exemple : Scania crewcab longue). Il peut s'agir par ailleurs d'une cabine avancée ou d'une cabine conventionnelle. De nombreux véhicules de pompiers, par exemple, en sont équipés.

## Modèles et configurations
Les camions se déclinent en de multiples modèles en fonction du type de biens transportés. Ils doivent se conformer à des réglementations très précises. En France, on parle aussi de poids lourd (PTAC supérieur à 3,5 tonnes).
Il existe plusieurs configurations possibles :
- un porteur auquel est parfois accroché une remorque ;
- un tracteur auquel est accrochée une semi-remorque.

Les camions portant des charges hors-normes excédant les dimensions ou les tonnages autorisés par le code de la route (engins de chantier, éoliennes, etc.) sont appelés, en France, « convois exceptionnels » lorsqu'ils doivent circuler sur des routes ouvertes à la circulation publique.
Le plus grand camion au monde, un tombereau, destiné aux mines, est le Liebherr T 282B.
En Australie circulent des « trains routiers » de 140 tonnes pouvant tracter jusqu'à quatre semi-remorques.
En Suède circulent des eco combis, pouvant transporter 75 % de plus de marchandises (en volume comme en masse) qu'un ensemble routier conventionnel. Ils sont actuellement en phase d'essai dans certains pays de l'UE, comme les Pays-Bas ou l'Allemagne[réf. nécessaire].

### Porteur
Communément appelé « rigide » dans le jargon professionnel, le porteur possède, sur le même châssis, la cabine et le volume de chargement pour transporter les marchandises. Ce volume peut être un plateau, une citerne, une benne, une caisse souple (savoyarde ou PLSC (parois latérales souples coulissantes communément appelé Tautliner)), une caisse rigide (fourgon) ; ces dernières peuvent être amovibles.
Une remorque peut être attelée pour augmenter la capacité du véhicule mais le tonnage ne doit pas excéder 44 tonnes ; on appelle cette configuration « ensemble routier ».
Beaucoup de porteurs sont des véhicules de livraison urbaine ou régionale (messagerie, distribution).

Diverses carrosseries
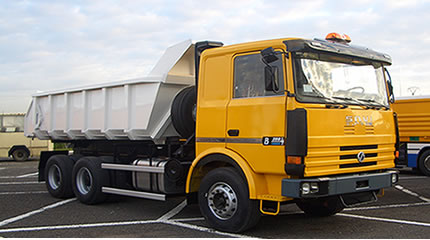
Un porteur type benne de SNVI (Algérie).
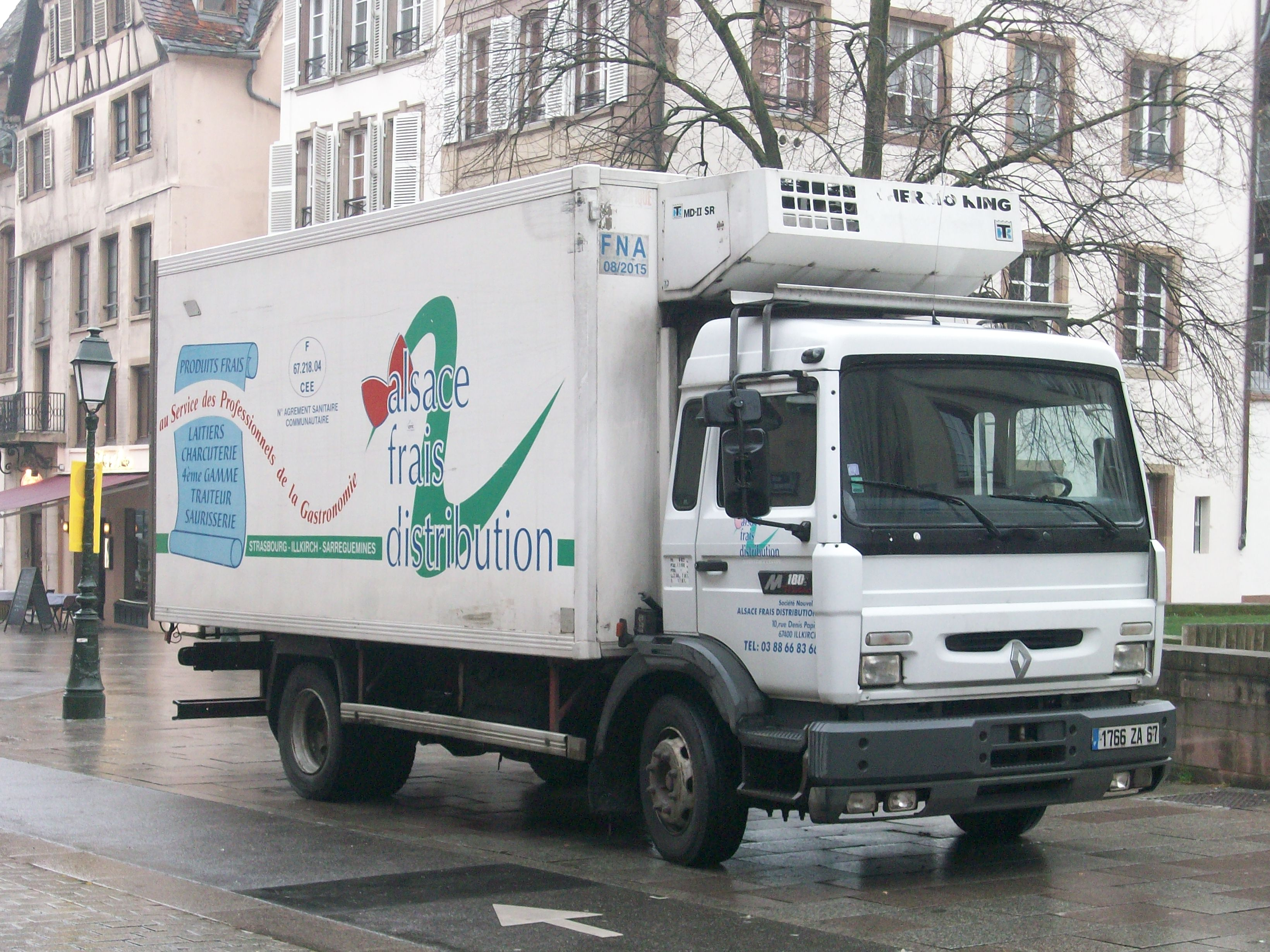
Un porteur type fourgon frigorifique de 19 t de PTRA (France).
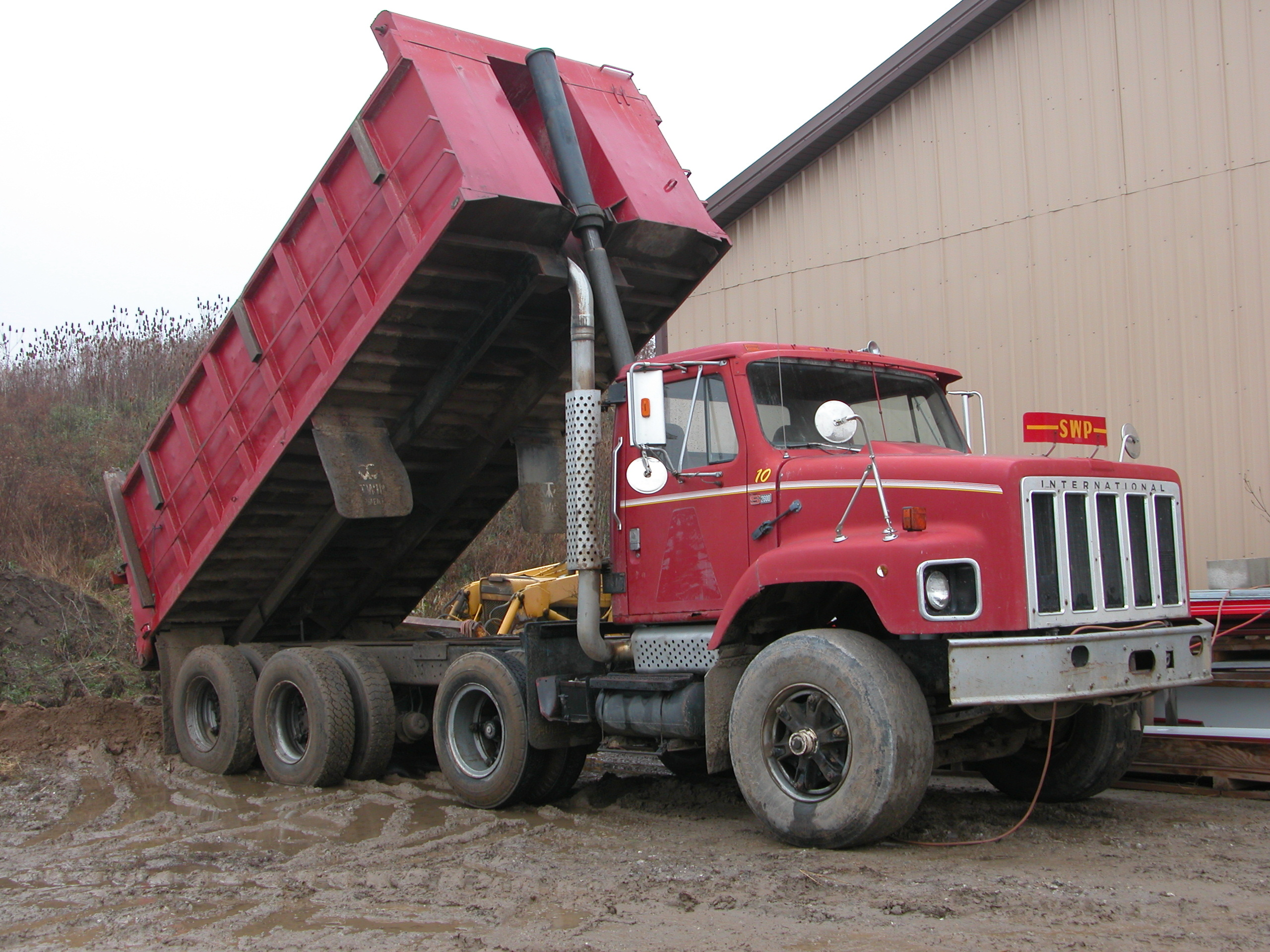
Un porteur type benne (États-Unis).
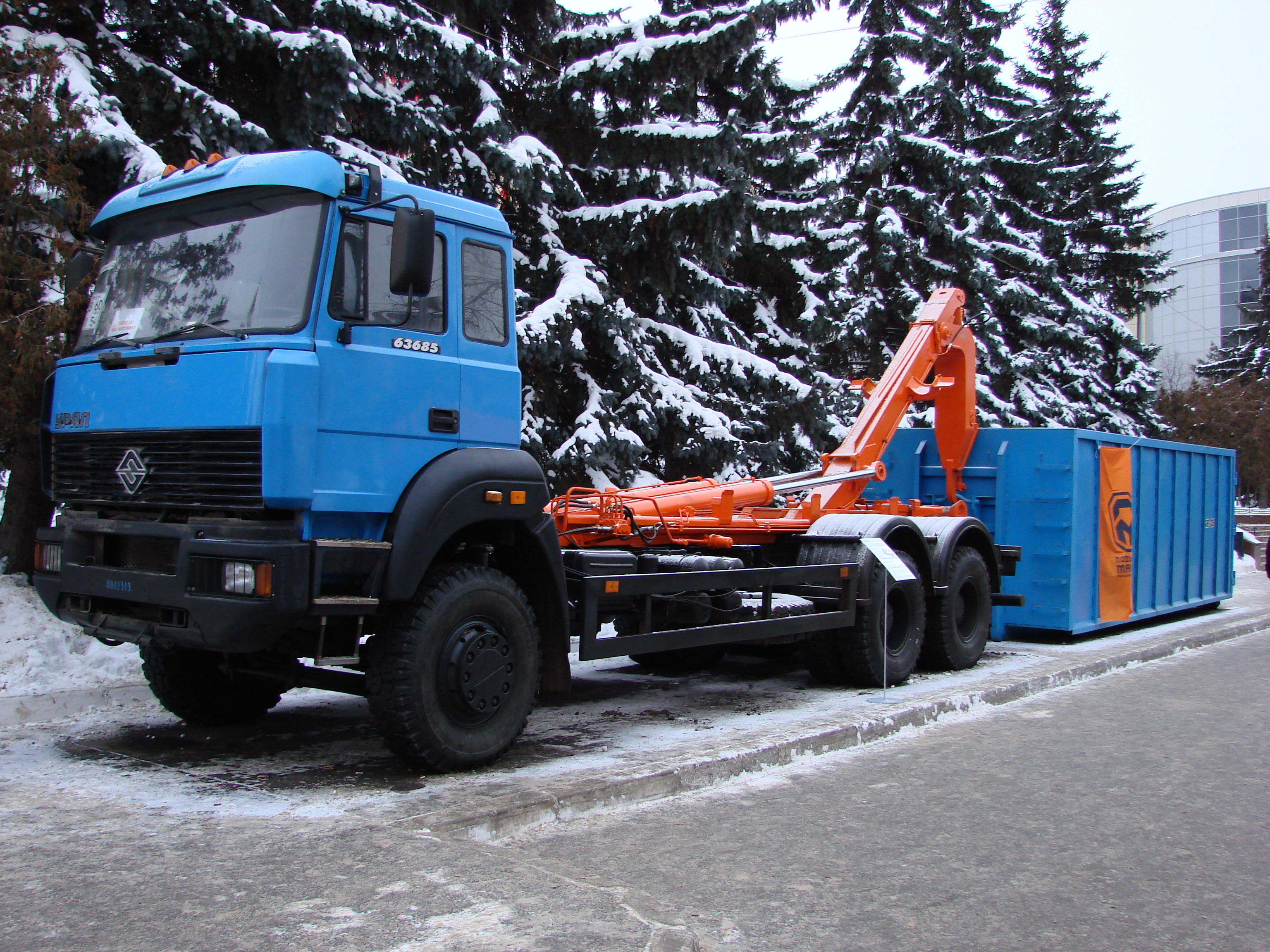
Un porteur type benne multi-lift (Russie).
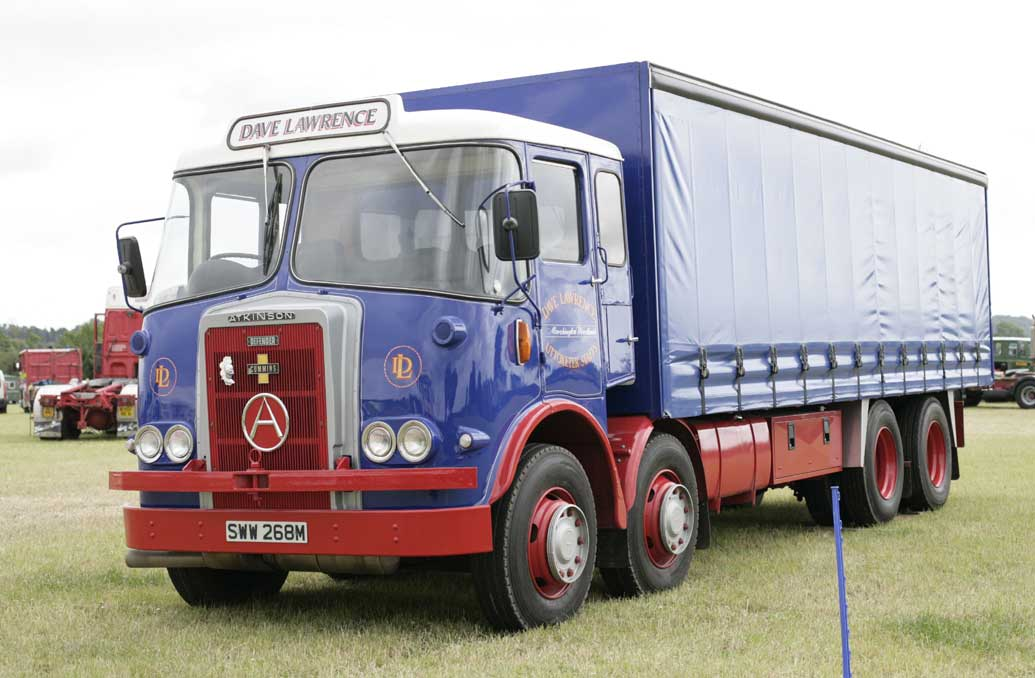
Un porteur type fourgon bâché (Royaume-Uni).
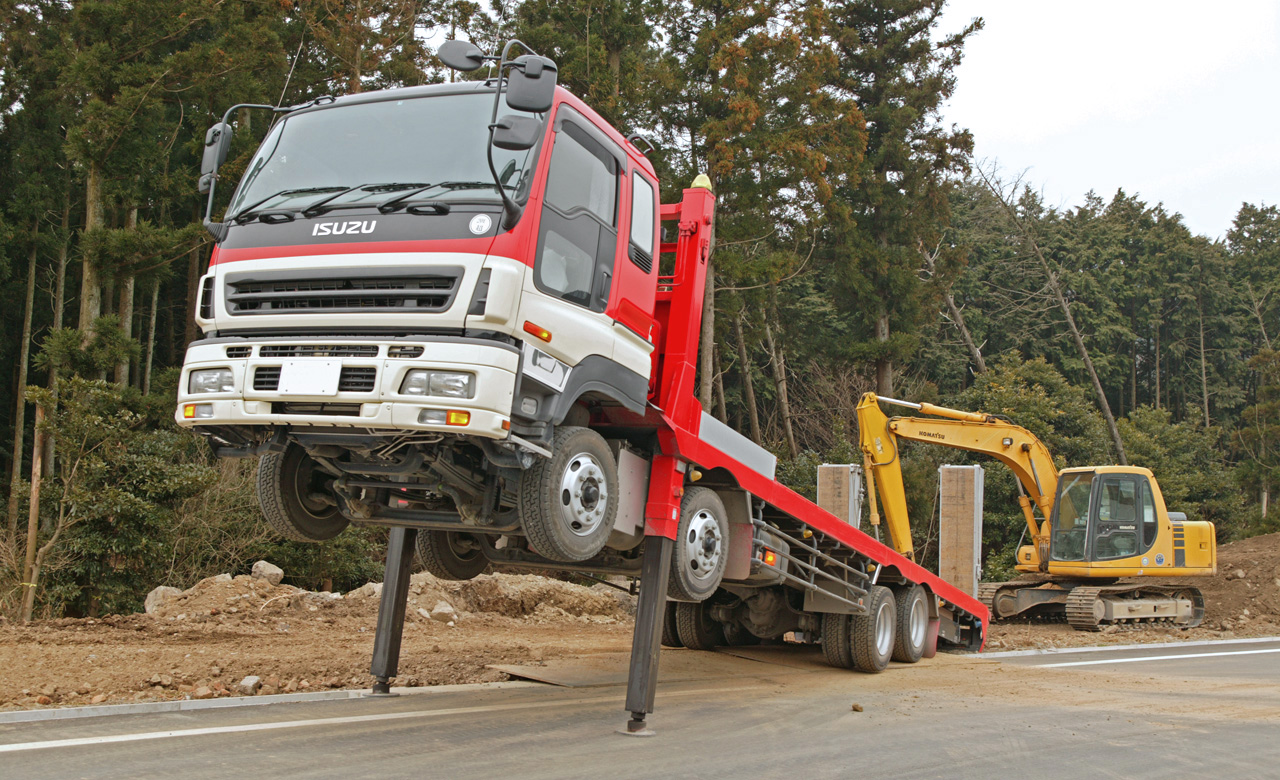
Un porteur type plateau (Japon).
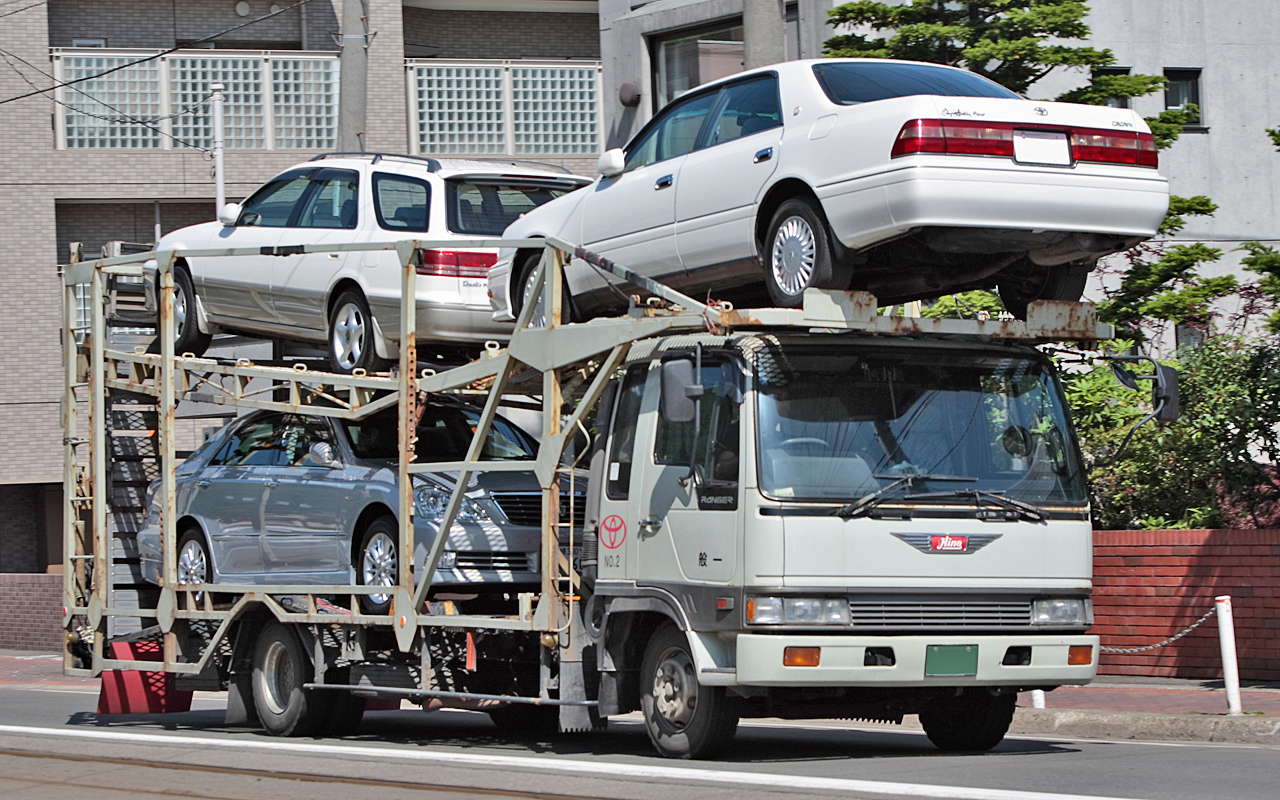
Un porteur type porte-voitures (Japon).
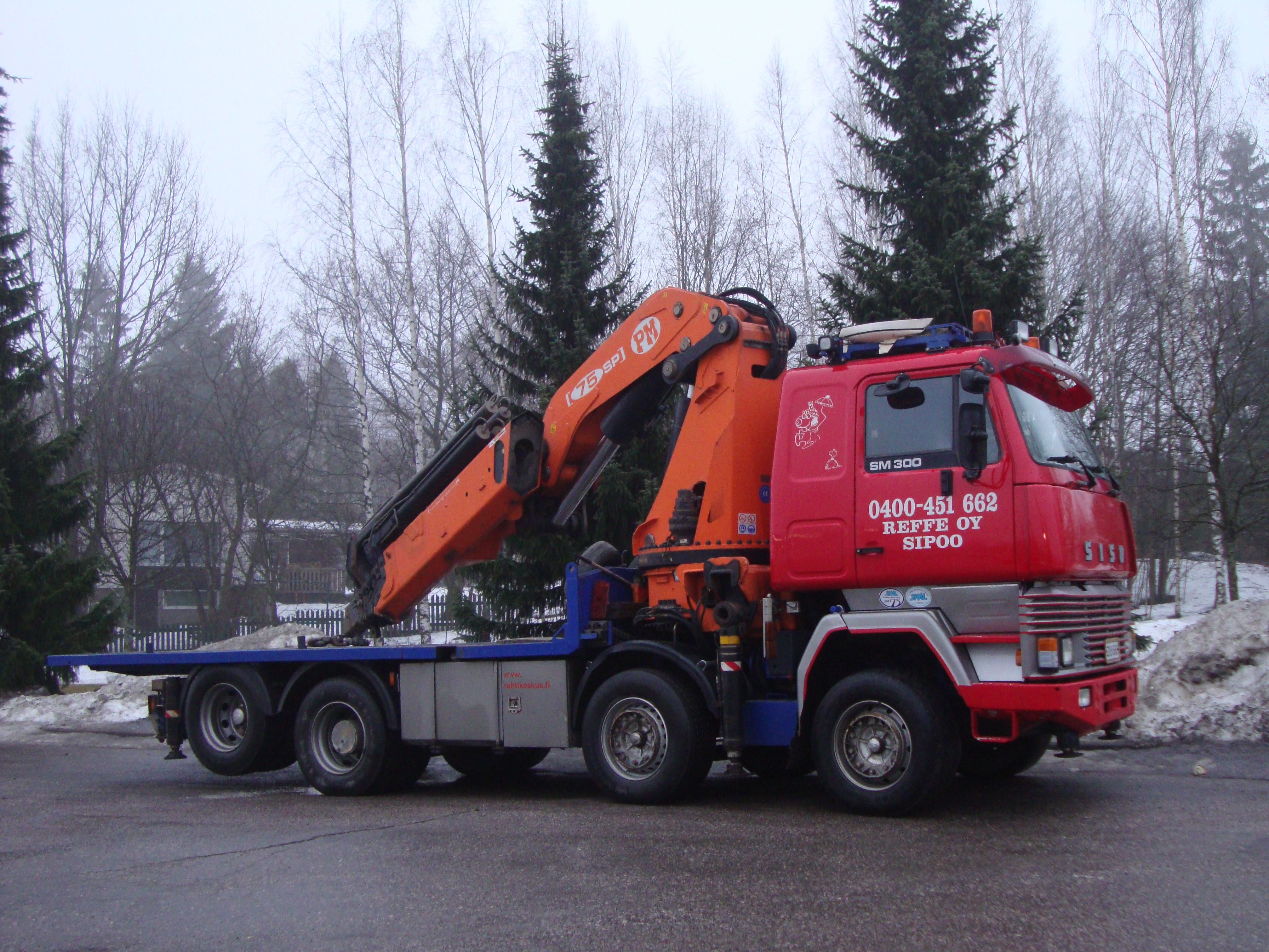
Un porteur type plateau à grue de levage (Finlande).
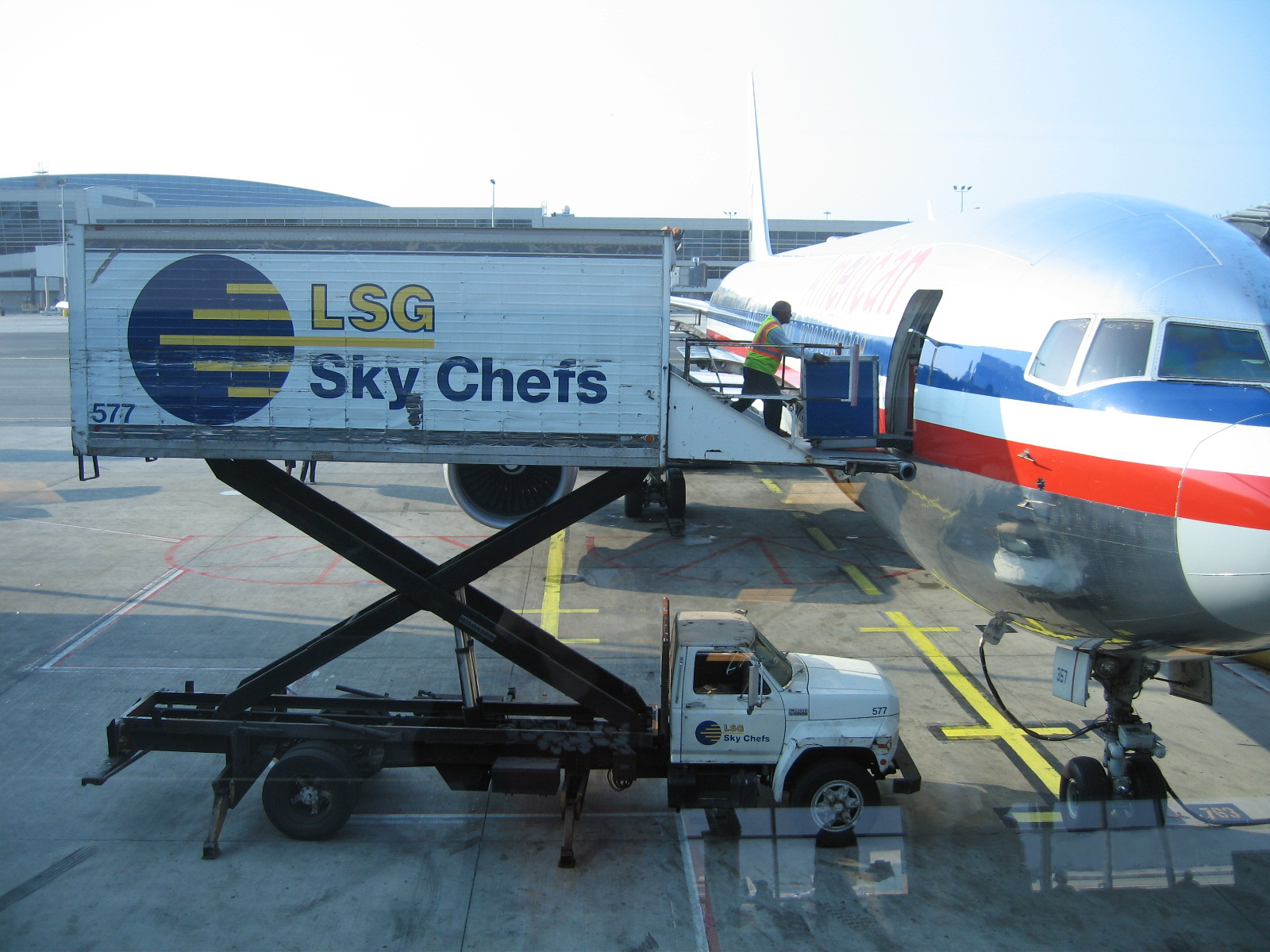
Un porteur type catering en livraison (États-Unis).
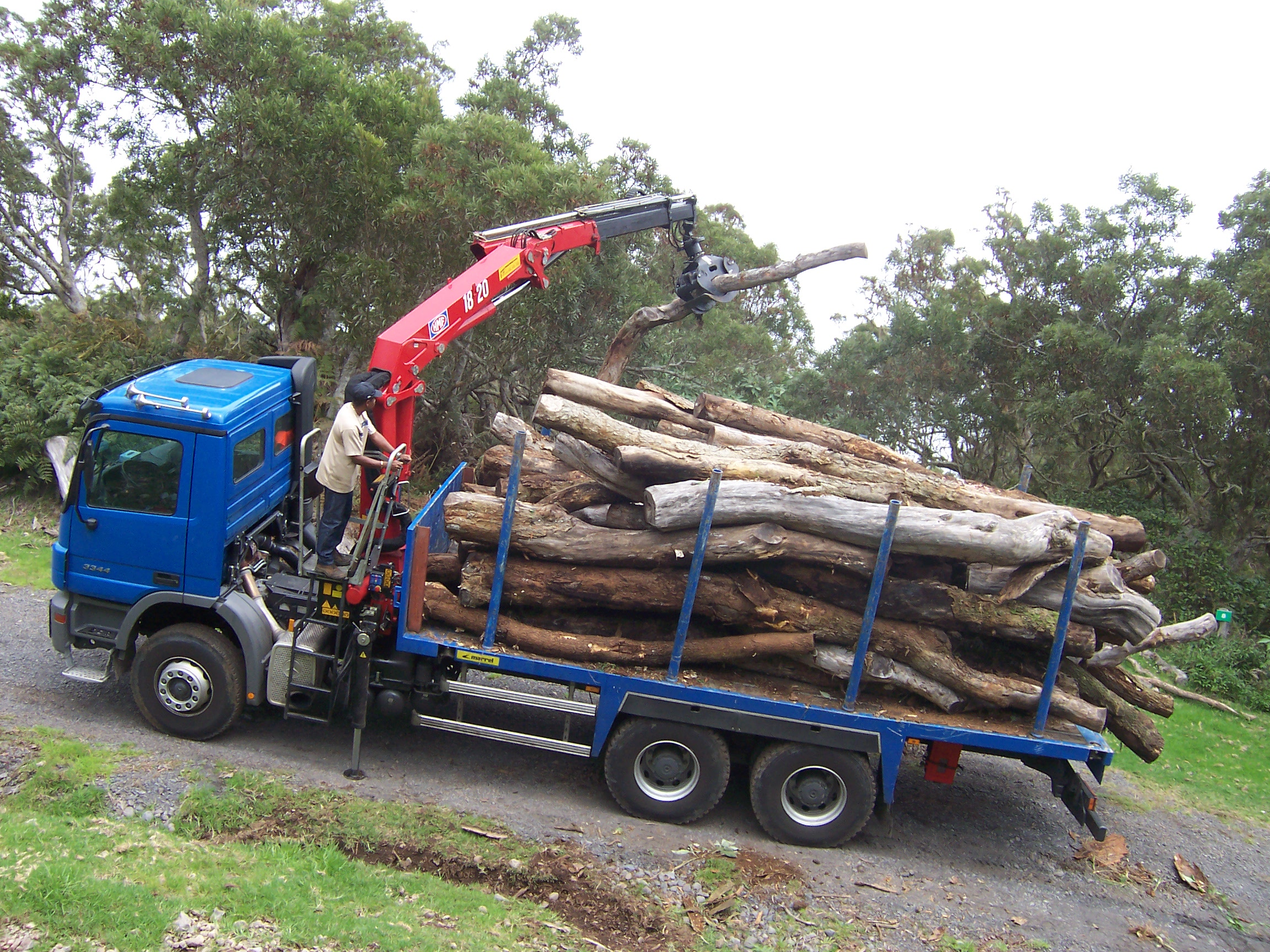
Un porteur type grumier à grue de levage (Île de La Réunion).
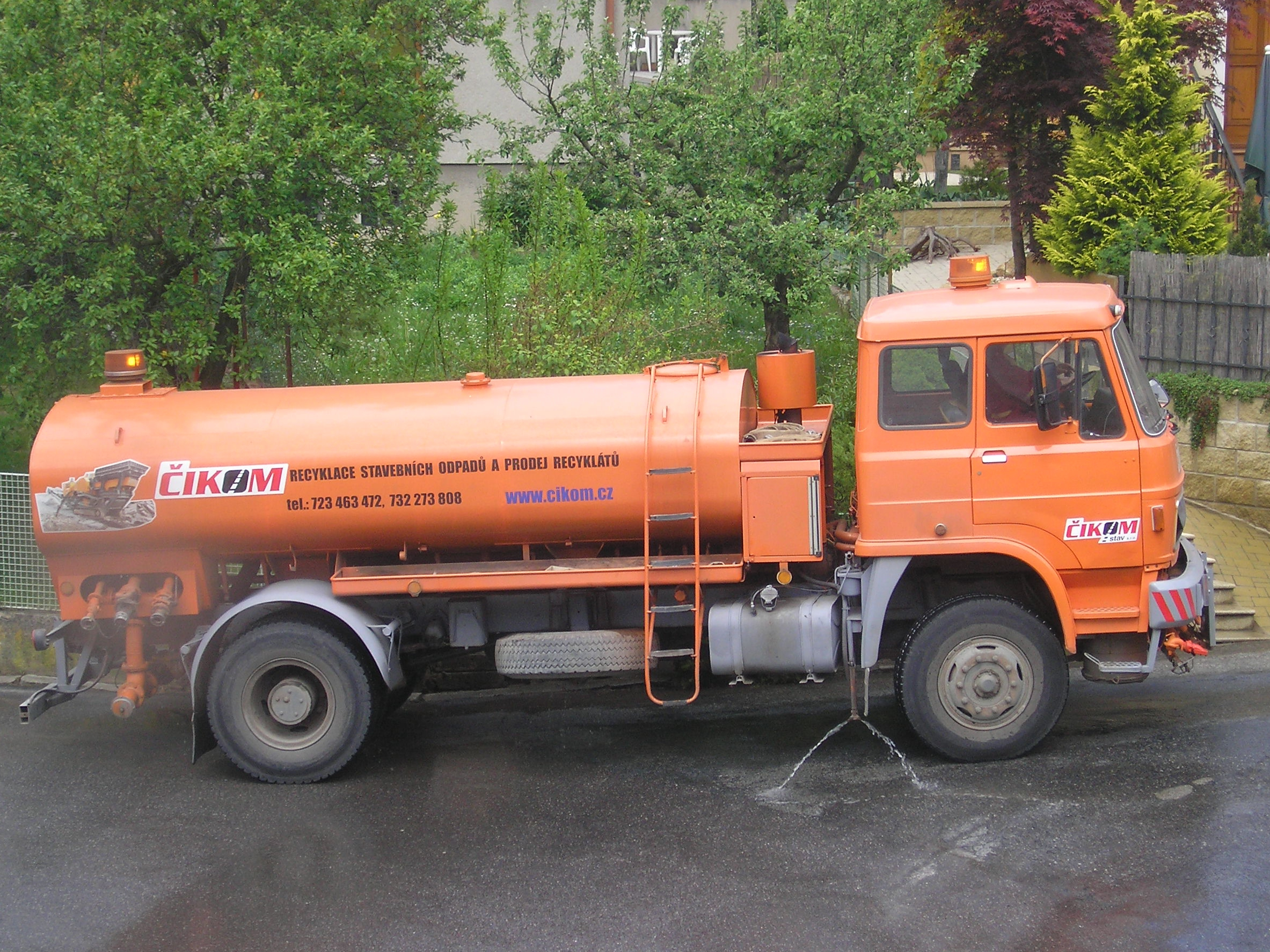
Un porteur type citerne (République tchèque).
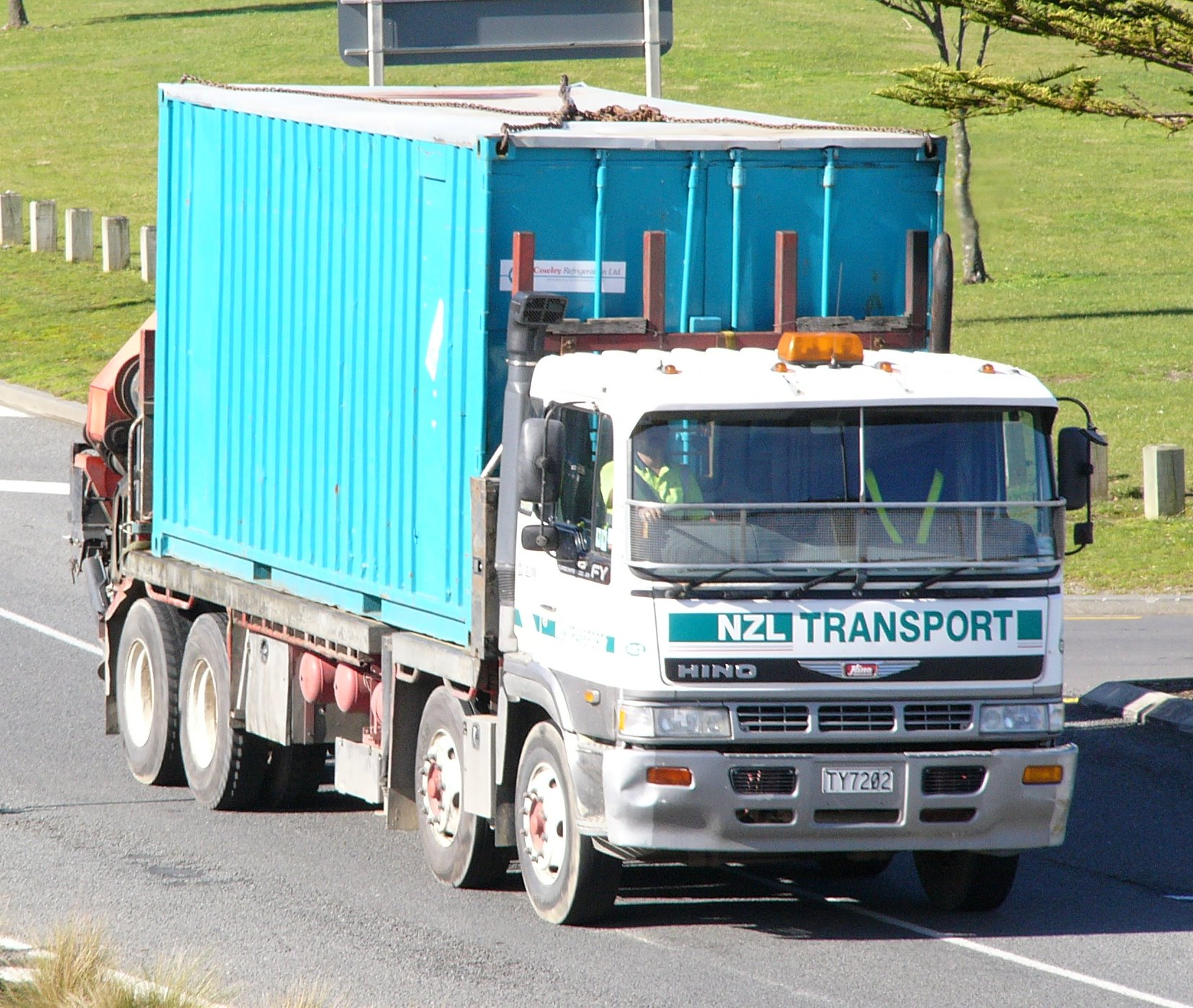
Un porteur type porte-conteneur à grue de levage (Nouvelle-Zélande).
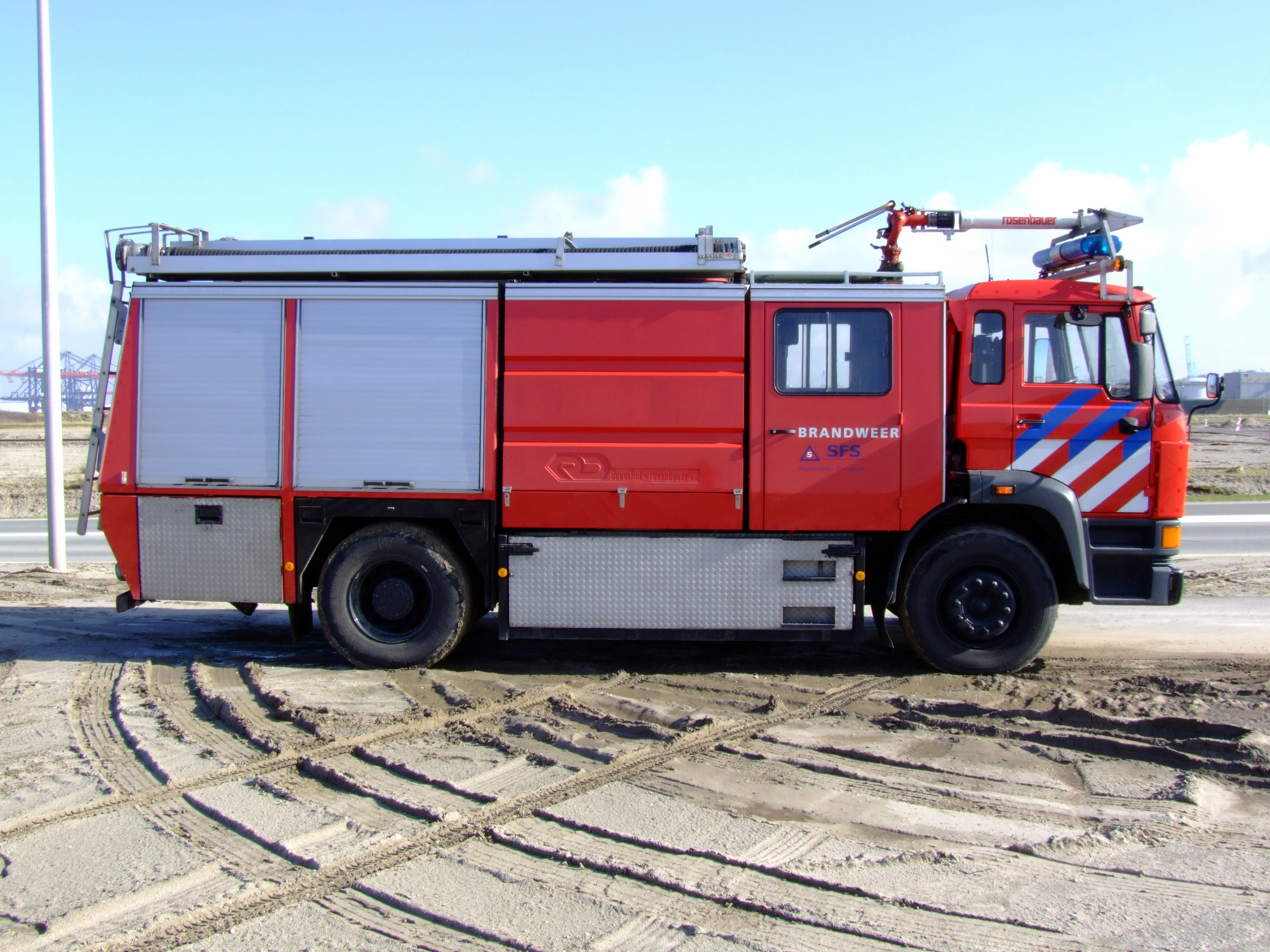
Un porteur type autopompe (Pays-Bas).
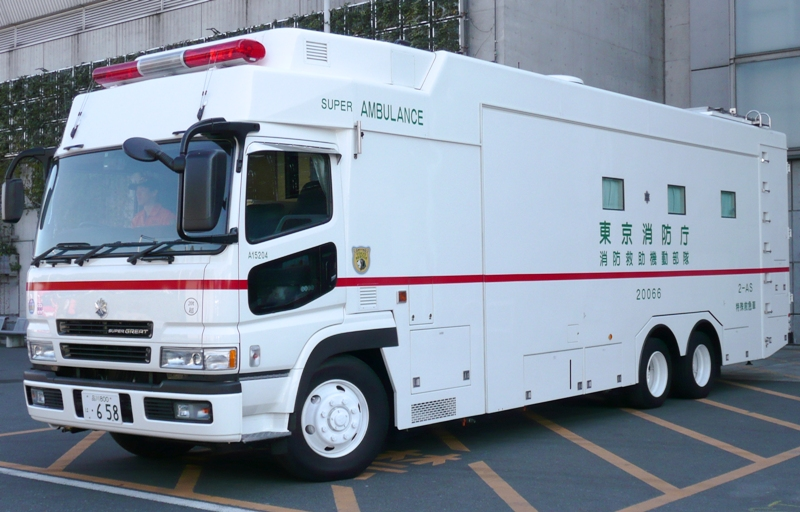
Un porteur type super-ambulance (Japon).
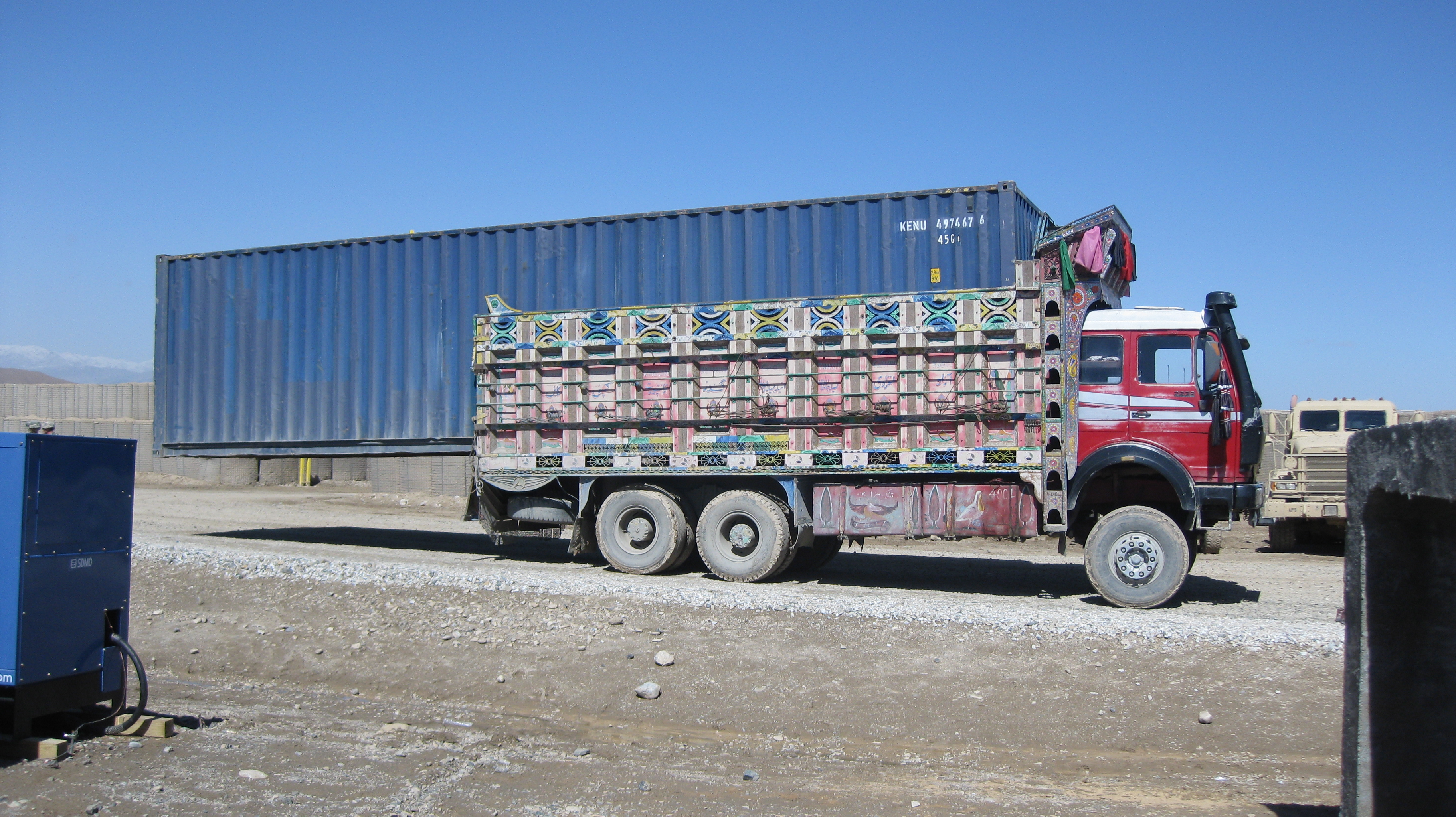
Un porteur transportant un conteneur qui est visiblement un chargement non approprié aux capacités du véhicule, trop lourd, trop volumineux et par conséquent dangereux (Afghanistan).
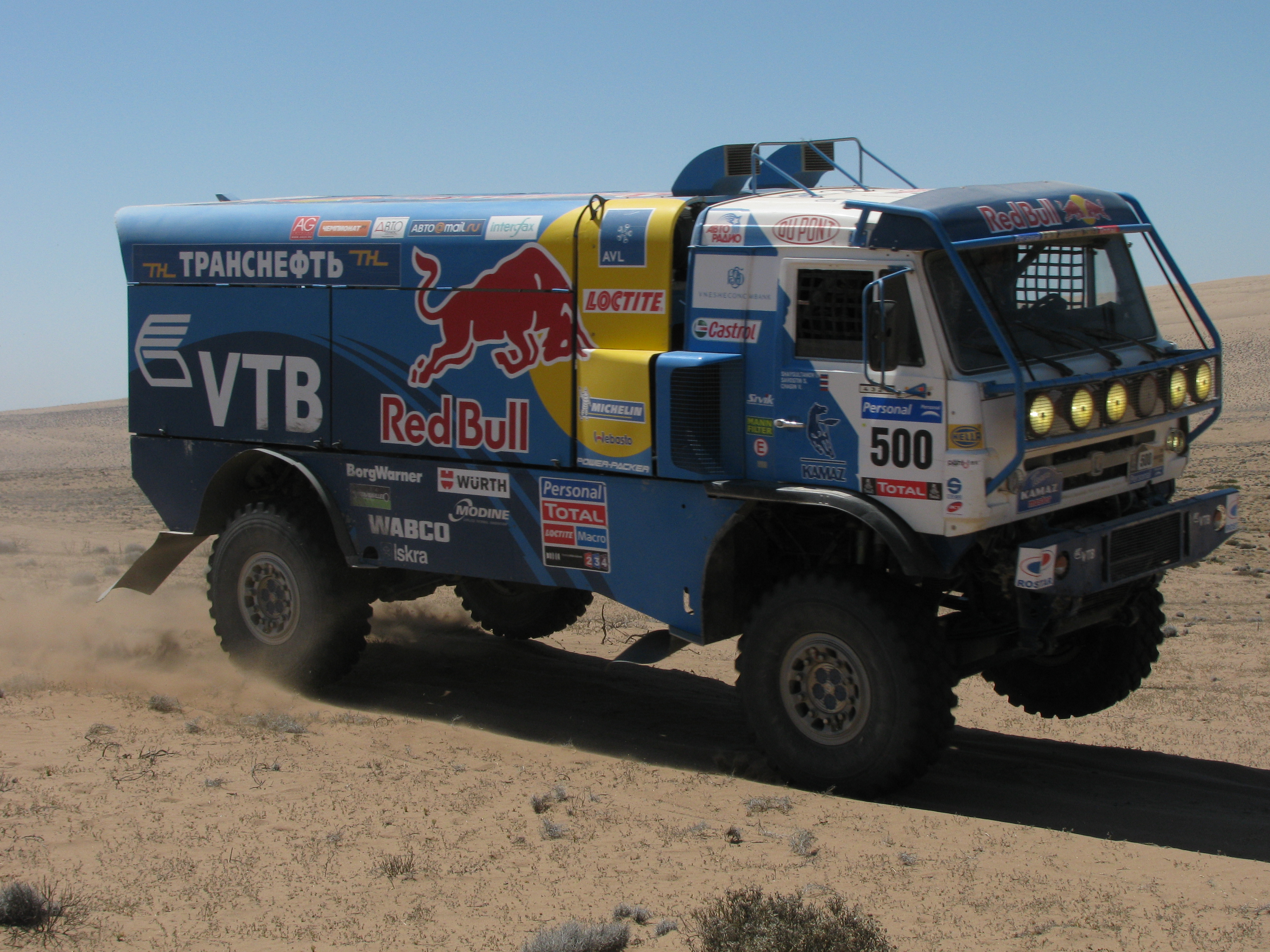
Un porteur de rallye (Rallye Dakar).

### Tracteur et semi-remorque
Le tracteur est la partie motrice, comprenant le châssis, le moteur et la cabine, à laquelle on attelle une semi-remorque ; cet ensemble constitue un véhicule articulé, communément appelé « articulé » dans le jargon professionnel.
Il existe différents types de semi-remorques : citerne, fourgon frigorifique, plateau, bâchée, savoyarde, porte conteneurs, porte verre, etc.
Le terme Maxicode définit les véhicules homologués par l'administration en tant que véhicules aptes à transporter les charges maximales autorisées par le code de la route. Un tracteur routier ou porteur de petite ou moyenne gamme, tout comme une remorque ou une semi-remorque de petit ou moyen tonnage, n'est pas un véhicule Maxicode. Dans les limites de son homologation, un véhicule Maxicode (tracteur ou semi-remorque) peut servir au transport exceptionnel (convoi exceptionnel) ou de masse indivisible (lourde charge et dimensions supérieures au véhicule standard — voir plus haut).
On adapte aussi les camions à des activités spécifiques : chargement, déchargement et transport de bois en grumes ou autres matériaux (sables, poudres, liquides, déchets de métaux destinés au retraitement, résidus minéraux ou organiques inertes ou en décomposition). On les équipe alors de grues, de compresseurs ou de pompes pour élever les charges, les aspirer ou les pousser vers leur lieu de stockage ou d'utilisation.

Diverses carrosseries
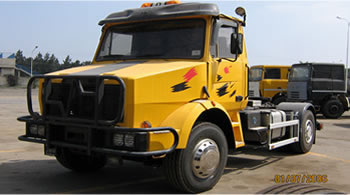
Un tracteur SNVI motorisé par un 8-cylindres de 256 ch (Algérie).
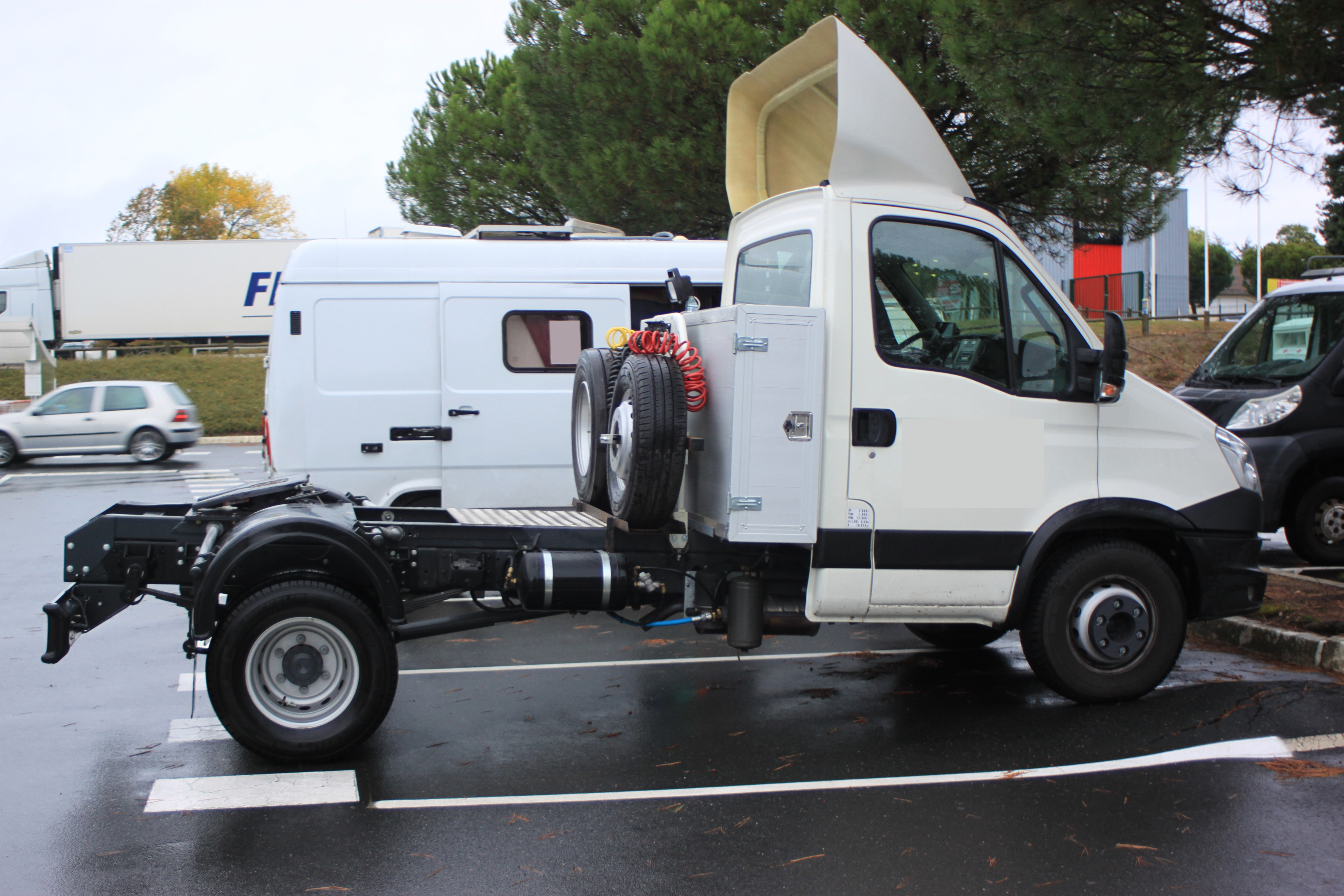
Un tracteur de 12 t de PTRA (France).
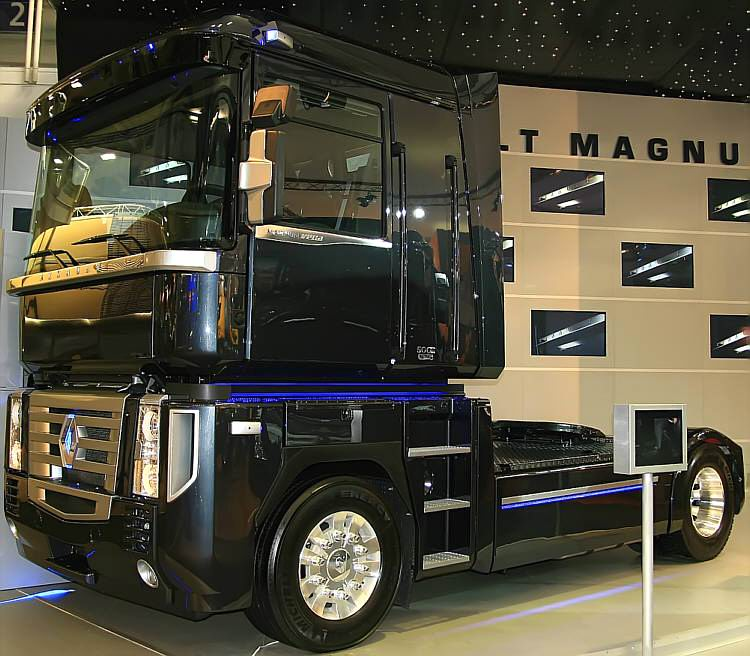
Un tracteur de 44 t de PTRA (France).
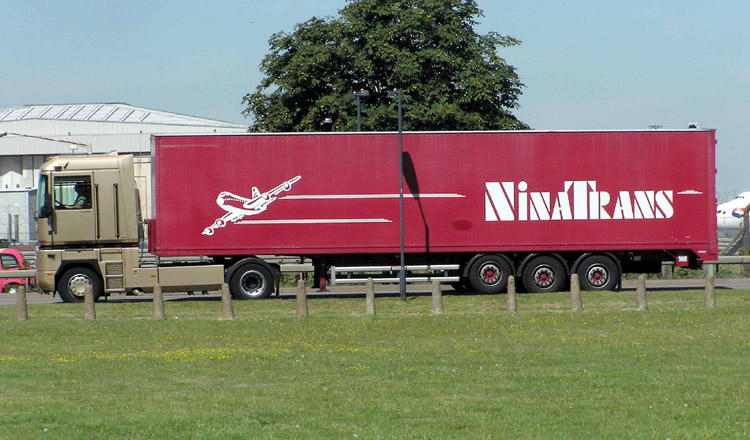
Un tracteur attelé d'une semi-remorque type fourgon (Royaume-Uni).
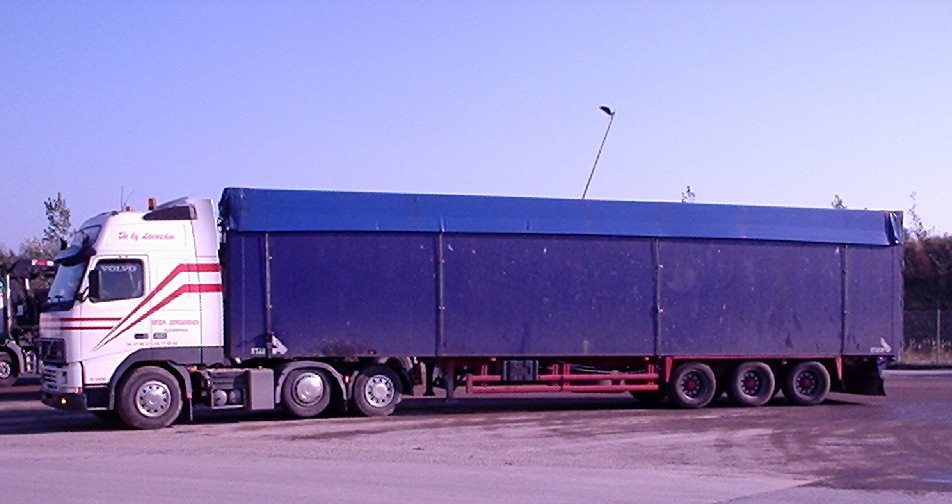
Avec une semi type benne bâchée (Danemark).
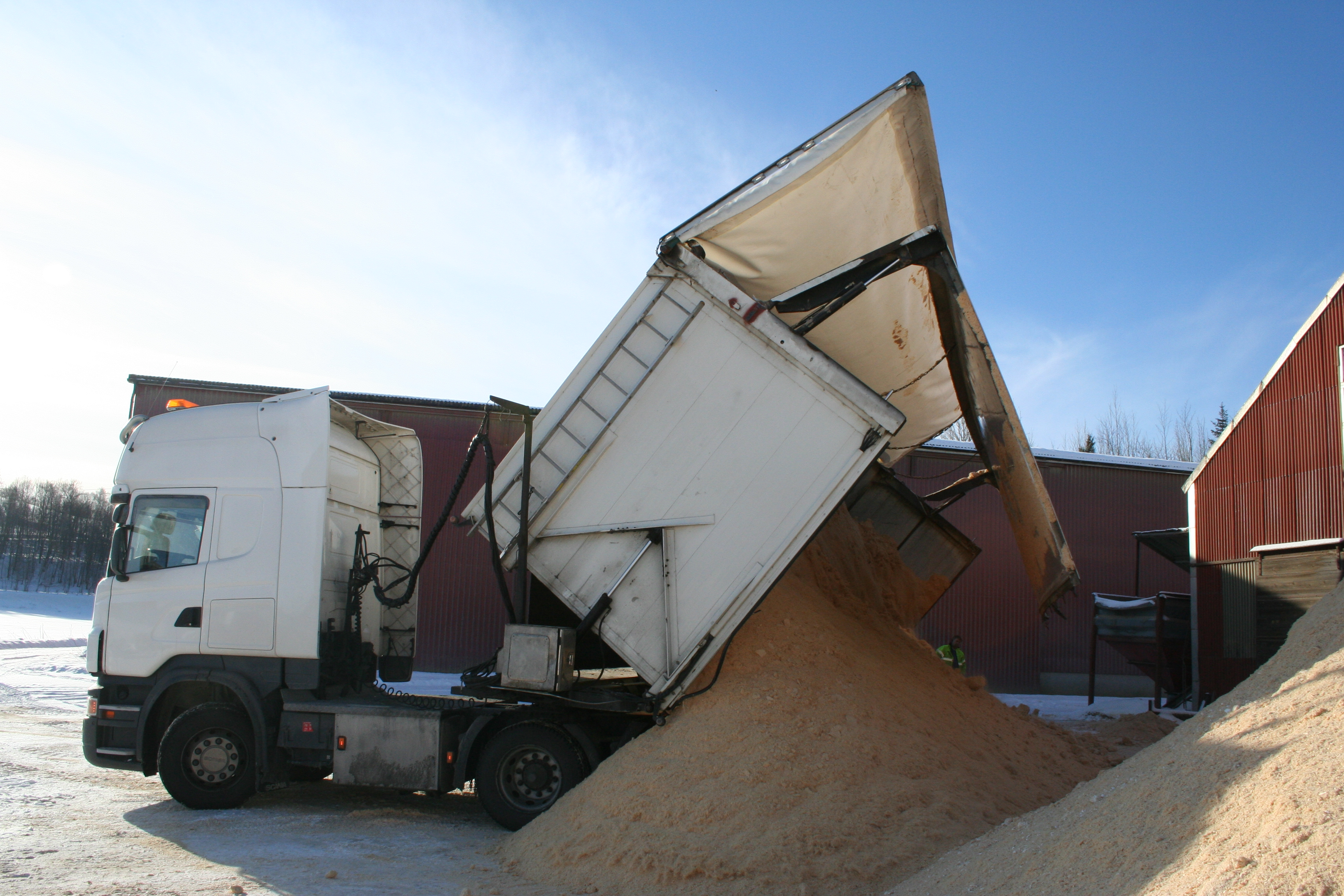
Une benne à déchargement latéral (Norvège).
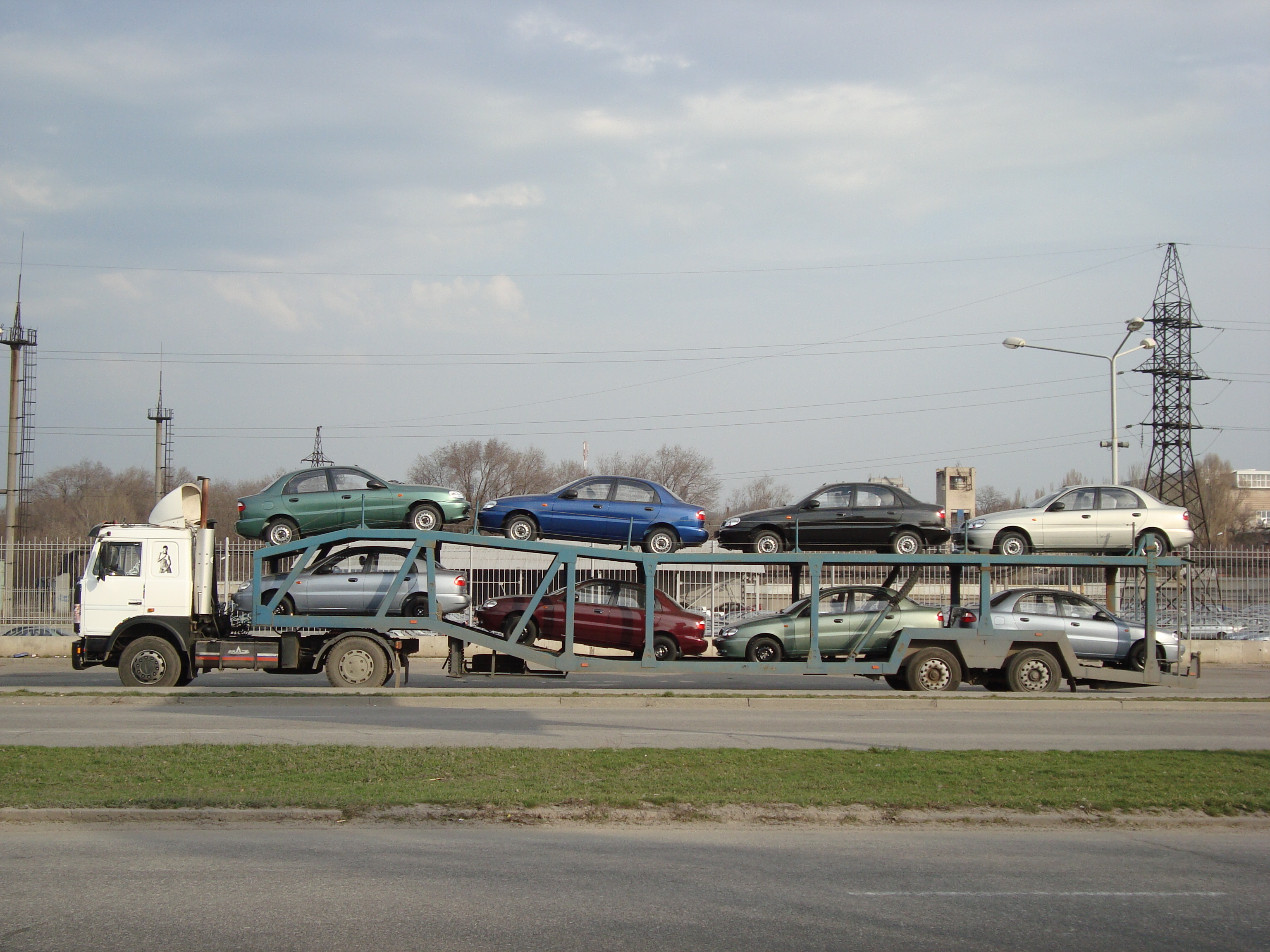
Un tracteur attelé d'une semi type porte-voitures (Russie).
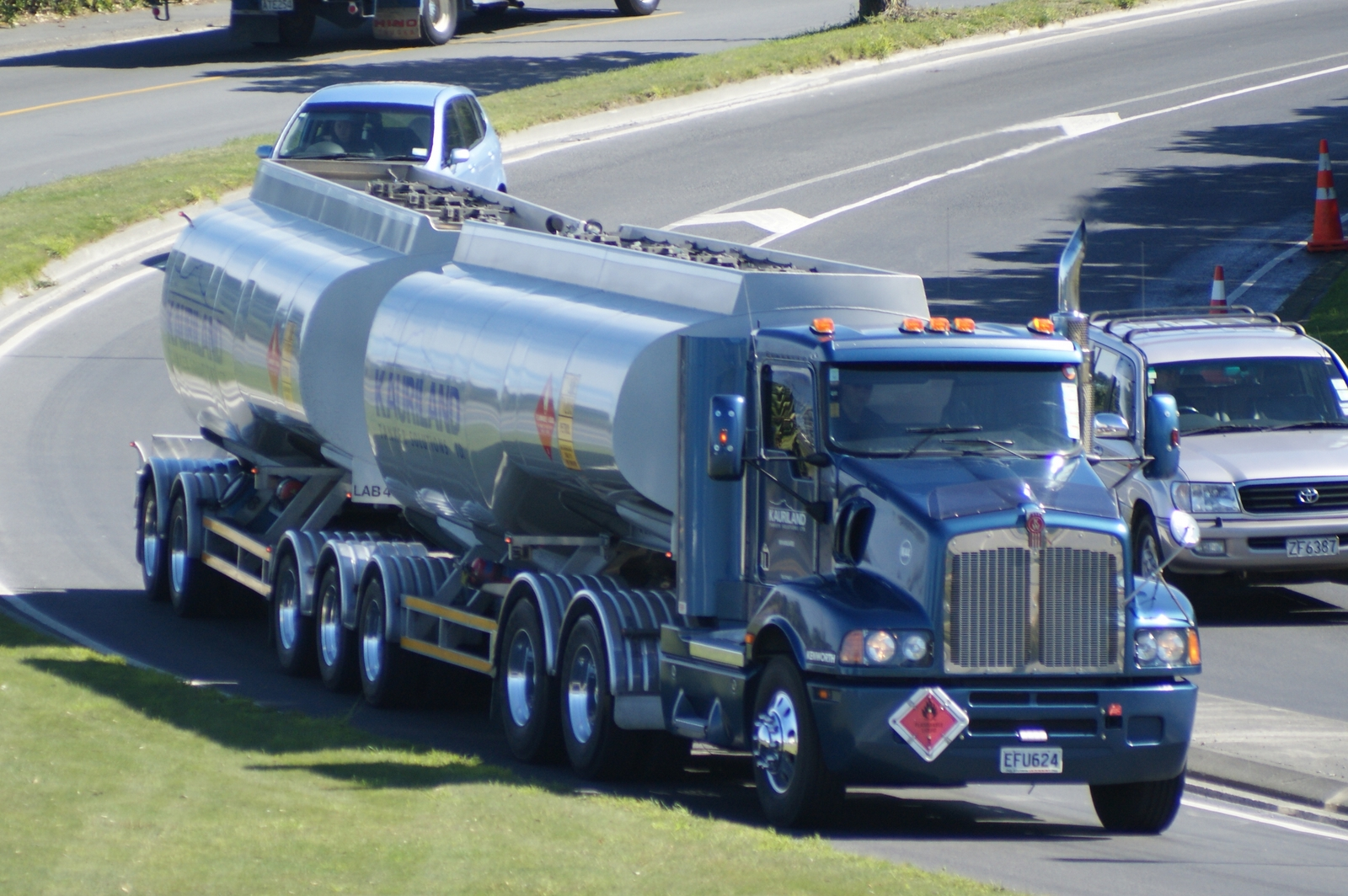
Un Road-train attelé de deux citernes (Nouvelle-Zélande).
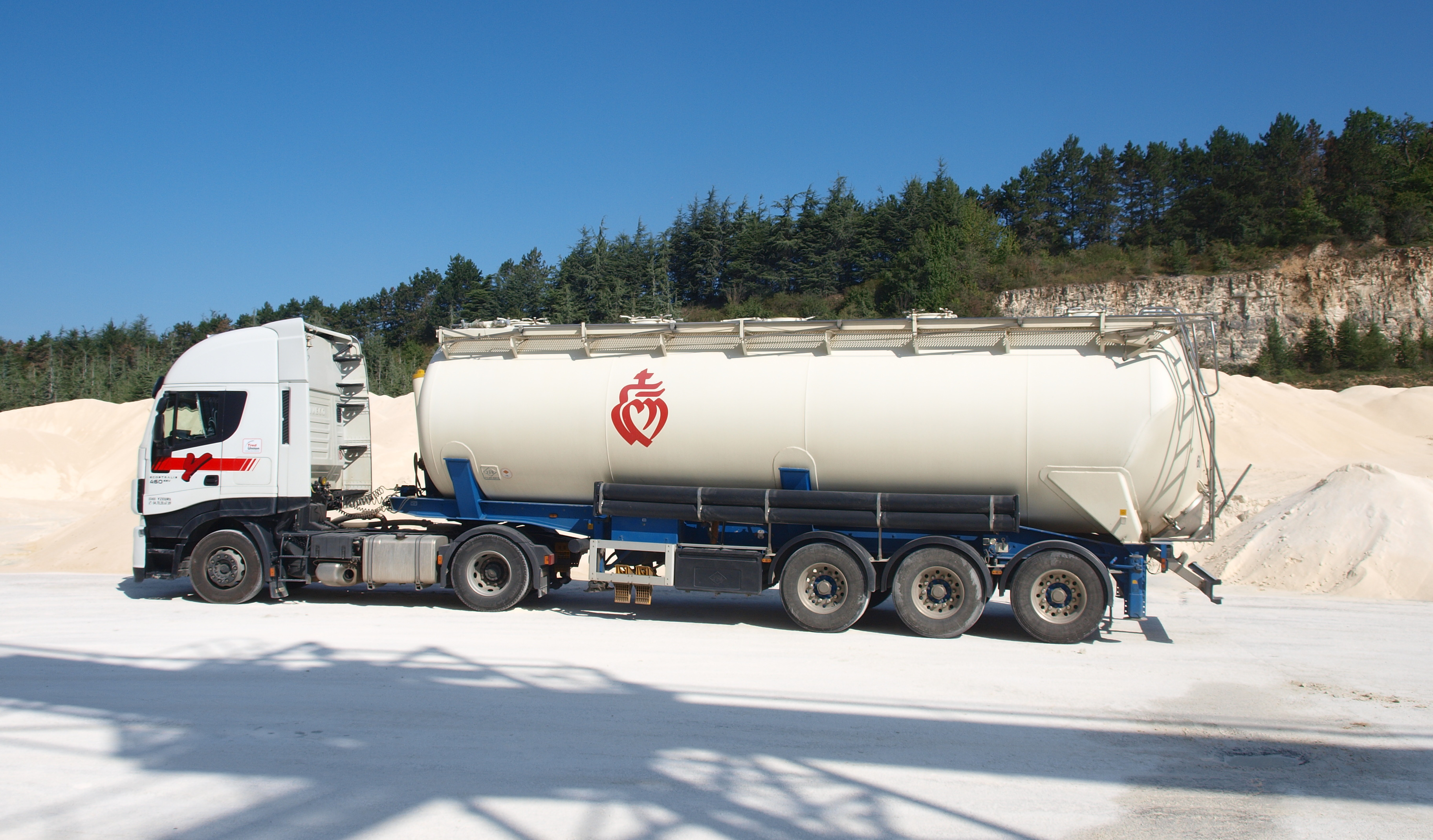
Un tracteur attelé d'une semi type citerne à pulvérulent.
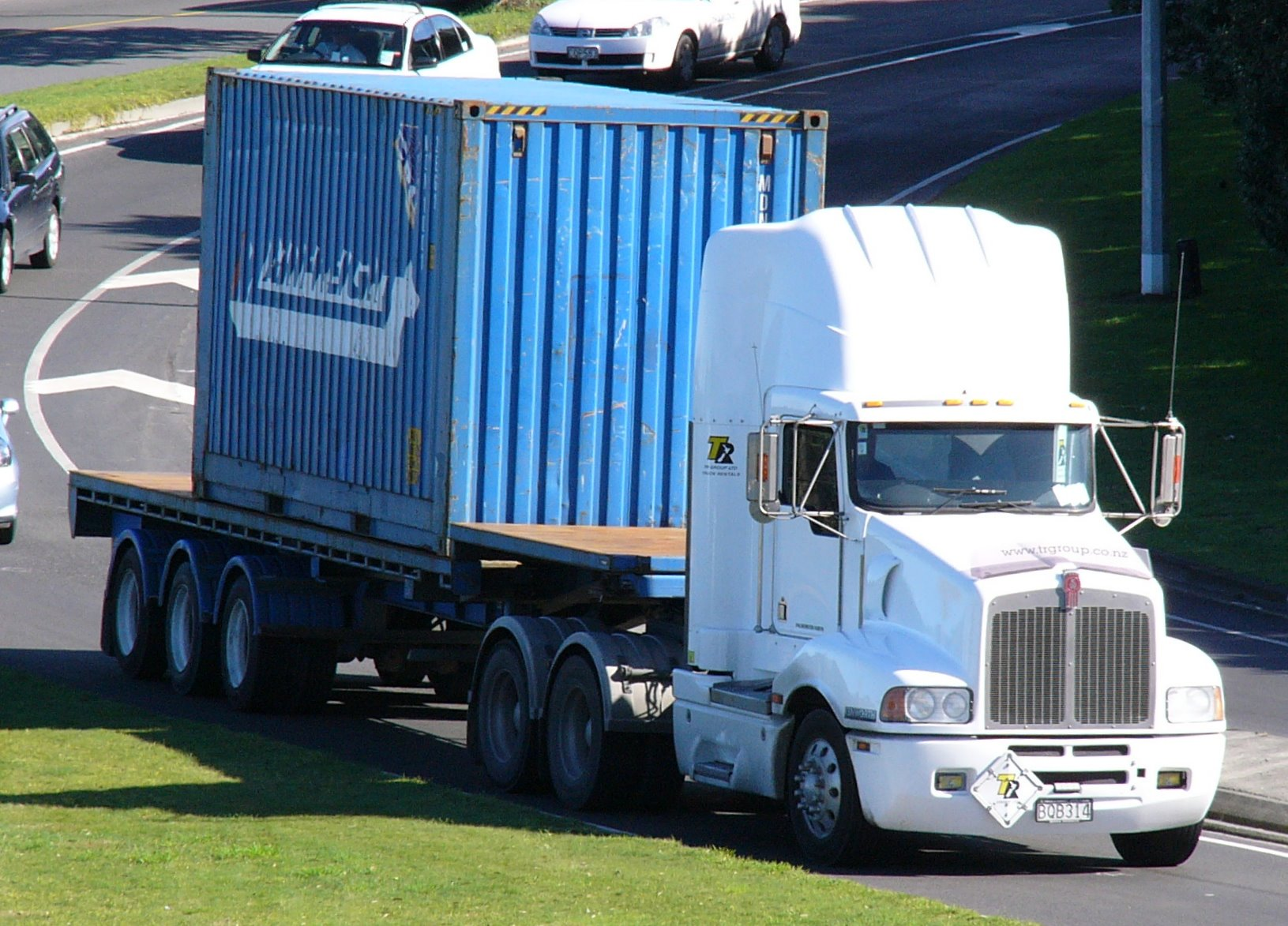
Un tracteur attelé d'une semi type porte-conteneur (Nouvelle-Zélande).
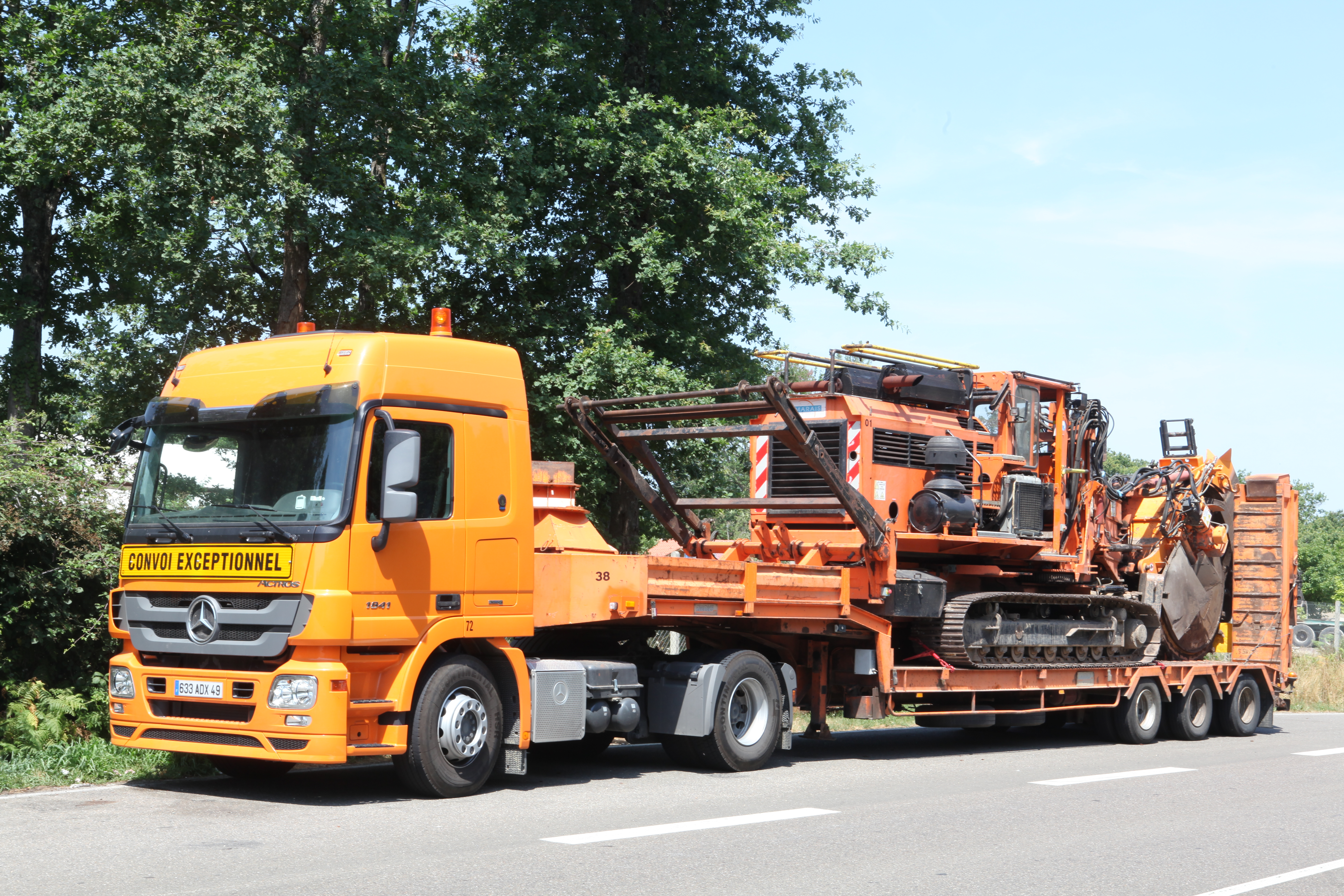
Un tracteur attelé d'une semi type porte-char à col-de-cygne, convoi exceptionnel (France).
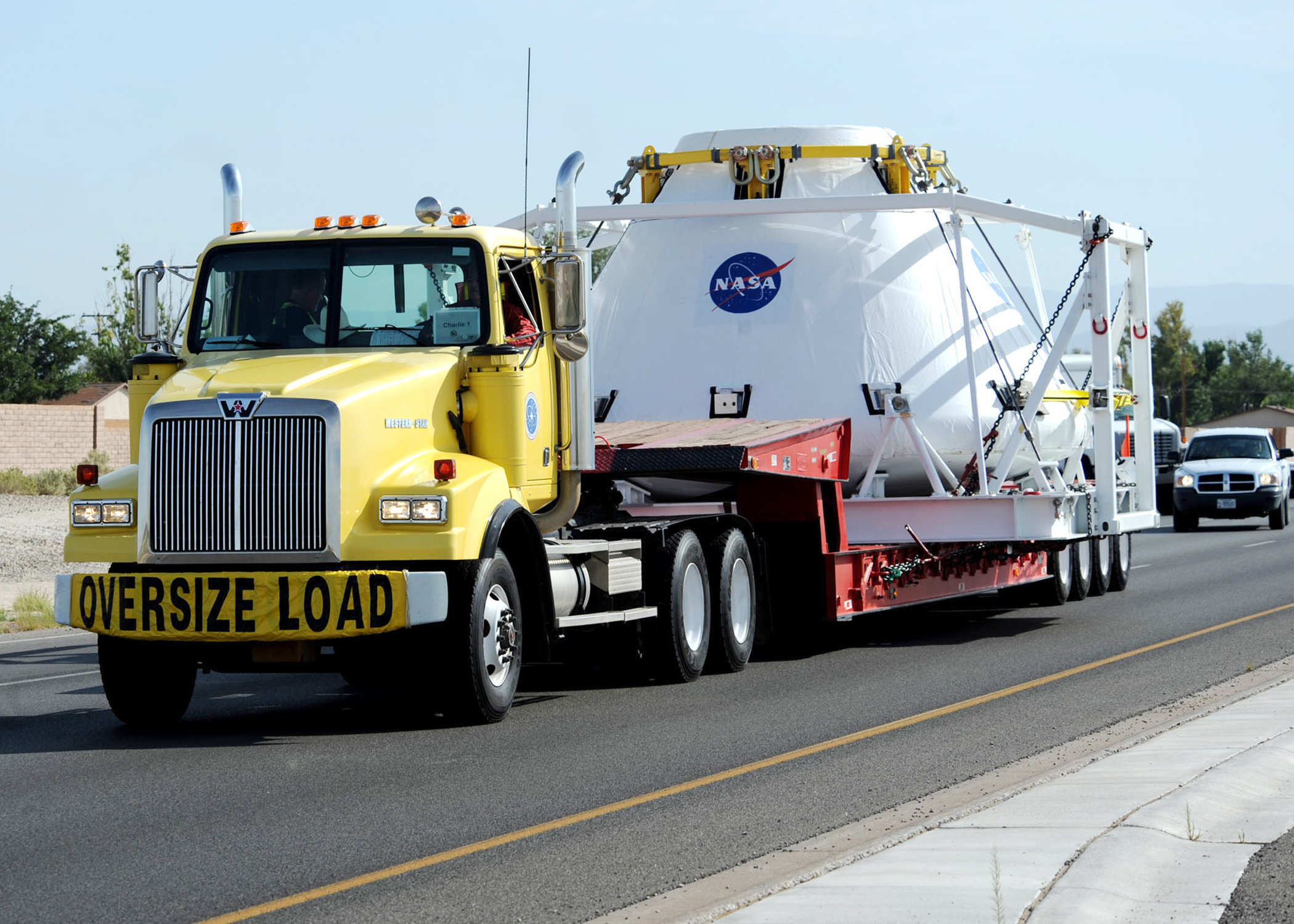
Un tracteur attelé d'une semi type porte-char, convoi exceptionnel (États-Unis).

### Méga-camions
Un méga-camion, est un camion qui fait entre 18,75 et 25,25 m, et dont le poids peut atteindre 60 t. Actuellement[Quand ?] autorisés dans plusieurs pays de l'Union européenne et courants en Amérique du Nord ou en Australie, leur expérimentation en France est sujette à de vives polémiques.

### Dispositifs de sécurité spécifiques
En France et en Europe :
- essieux à roues jumelées : à partir d'un certain tonnage, quatre roues par essieu, au lieu de deux pour une automobile ;
- contrôle technique annuel obligatoire[12] ;
- présence obligatoire d'au-moins un extincteur ;
- barres anti-encastrement (pare-chocs) à l'avant et à l'arrière ;
- protections latérales entre les essieux (barres anti-cyclistes) afin d'éviter la chute de deux-roues sous les roues du camion ;
- rétroviseur(s) spécifique(s) dit(s) « grand angle » afin de réduire les angles morts ; « antéviseur » : rétroviseur situé à l'avant de la cabine pour voir les premiers mètres à l'avant du véhicule ; rétroviseur droit d'accostage bas (villes de Belgique et des Pays-Bas), pour voir vélos et voitures basses[13] ;
- feux de gabarit servant à déterminer la dimension du camion ;
- temps de conduite en continu limité avec repos obligatoire pour les chauffeurs (loi européenne no 3820/85 du conseil du 20 décembre 1985), contrôlés par un disque enregistreur (chronotachygraphe), et, depuis mars 2006 par un enregistreur numérique sur carte numérique à puce dite « carte conducteur ».

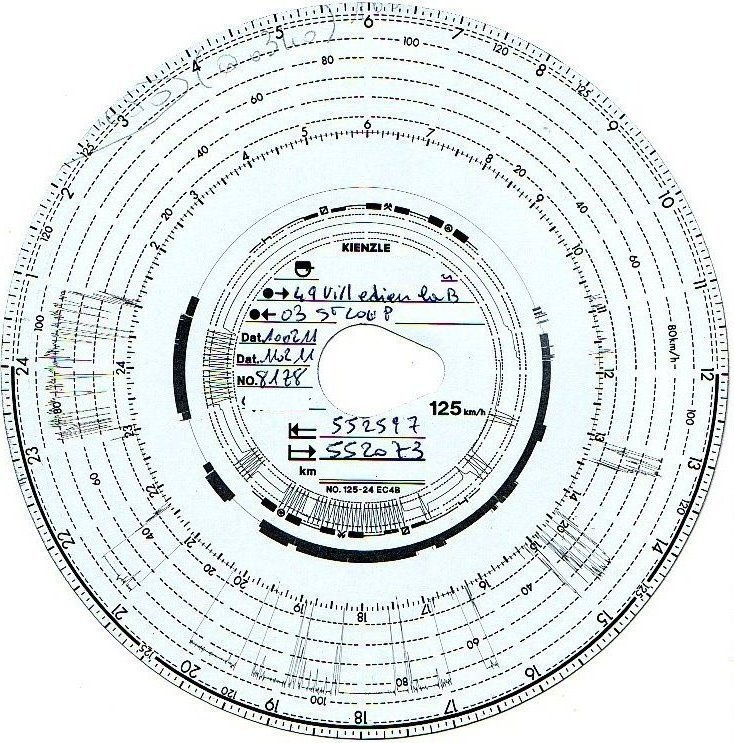
Disque de chronotachygraphe clôturé, bien qu'il manque le total kilométrique.
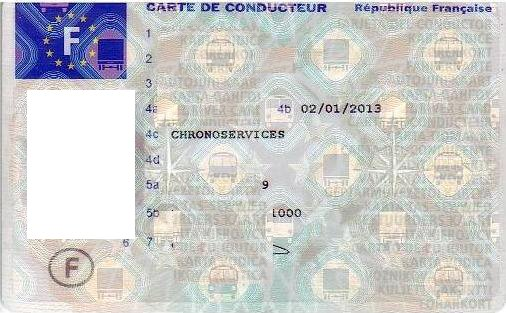
Côté face d'une carte numérique de conducteur français.
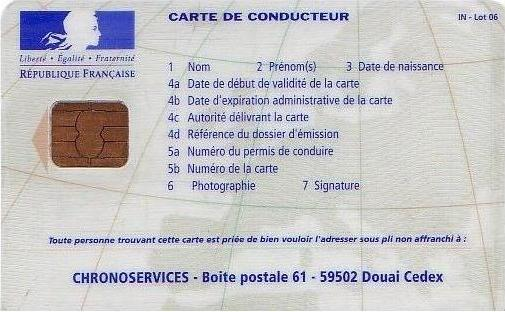
Côté pile d'une carte numérique de conducteur français.

## Économie du transport par camion

### Données générales
Un camion roule en moyenne 49 256 km par an en France, selon l'INSEE qui se base sur les distances parcourues par des véhicules qui ne sont pas que des camions lourds, ni affectés au transport public de marchandises (statistiques toutes tendances confondues), et inclut également des véhicules qui ne sont pas tous en service (véhicules d'occasion…). Ce kilométrage est assez théorique car un routier moyenne ou longue distance peut effectuer plus de dix mille kilomètres par mois — 120 000 km/an.
On distingue transport privé et transport pour compte d'autrui. Les transporteurs pour compte d'autrui ont une activité transport généralement plus intense que les sociétés qui exploitent un ou plusieurs camions pour leur propre compte, ce qui rend toute statistiques globales assez difficile à interpréter, dès qu'il s'agit de distance parcourue par un camion.
En 2019, environ 80 % des marchandises transitent par route, et le nombre de camions en circulation devrait augmenter de 40 % sur les cinq années suivantes. Un tiers des camions roulent à vide.
Selon plusieurs études, un seul camion de quarante tonnes dégrade autant les routes, sinon plus, que cent mille voitures[réf. nécessaire].

### Marché

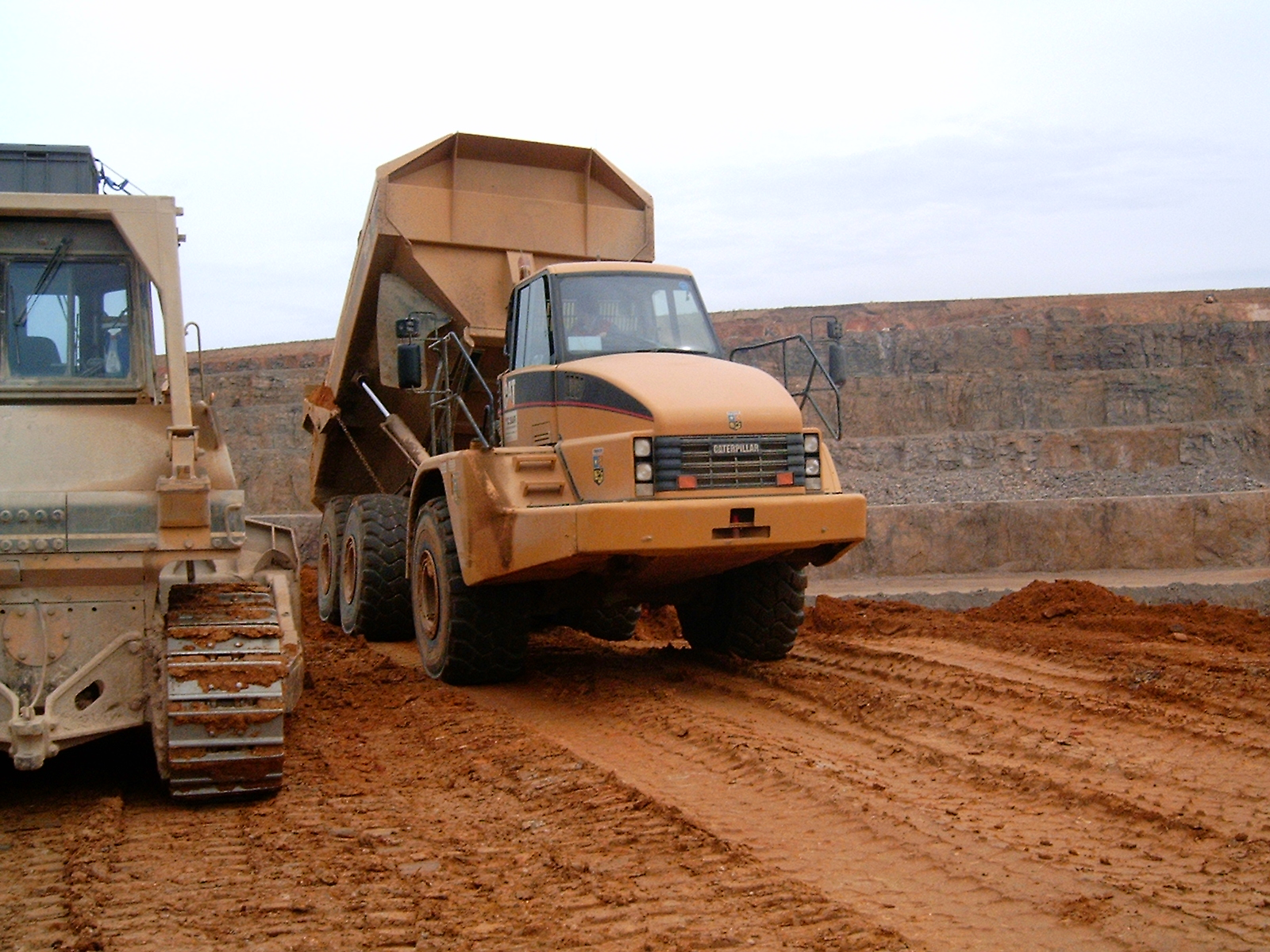
Caterpillar 740, un tombereau (camion de chantier tout-terrain bennant).

#### Europe
Répartition, par constructeur, du marché européen des poids lourds de plus de six tonnes, en 2011 :
- Mercedes ( Allemagne) : 21,1 % du marché ;
- MAN ( Allemagne) : 16 % ;
- IVECO ( Italie): 14,8 % ;
- DAF ( Pays-Bas) : 12,8 % ;
- Volvo ( Suède) : 11,8 % ;
- Scania ( Suède) : 10,5 % ;
- Renault Trucks ( France) : 9,6 % ;
- autres : 3,4 %.

## Salons internationaux

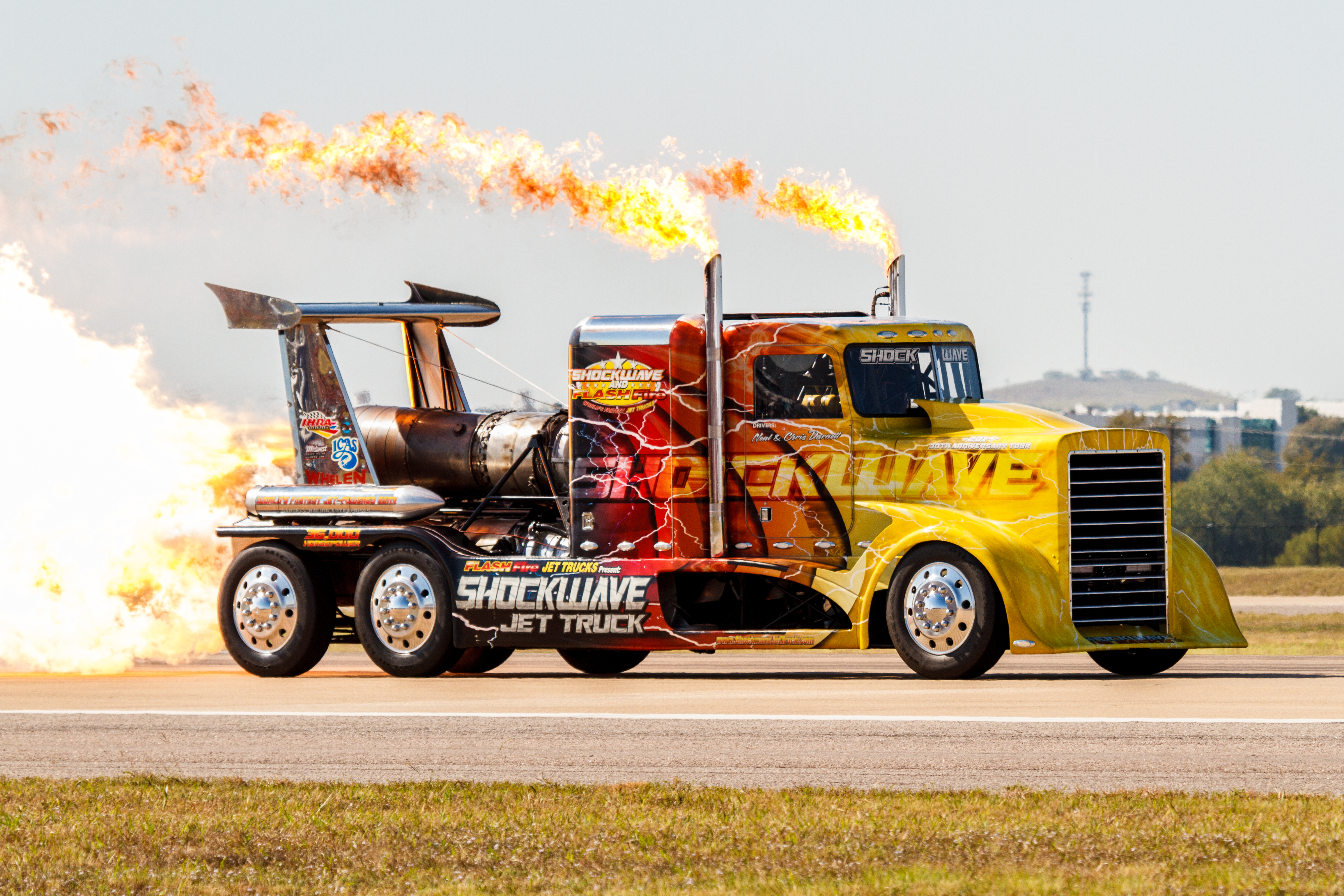
Un Shockwave présenté à l'Alliance Air Show à Fort Worth (Texas), en 2014.

### Europe

#### France
- Truck and Bus World Forum à Lyon[16].

## Constructeurs

### Constructeurs disparus
- - STAR ; repris par MAN
- Allemagne
  - Büssing (), repris par MAN
  - IFA, 1946 - 1956

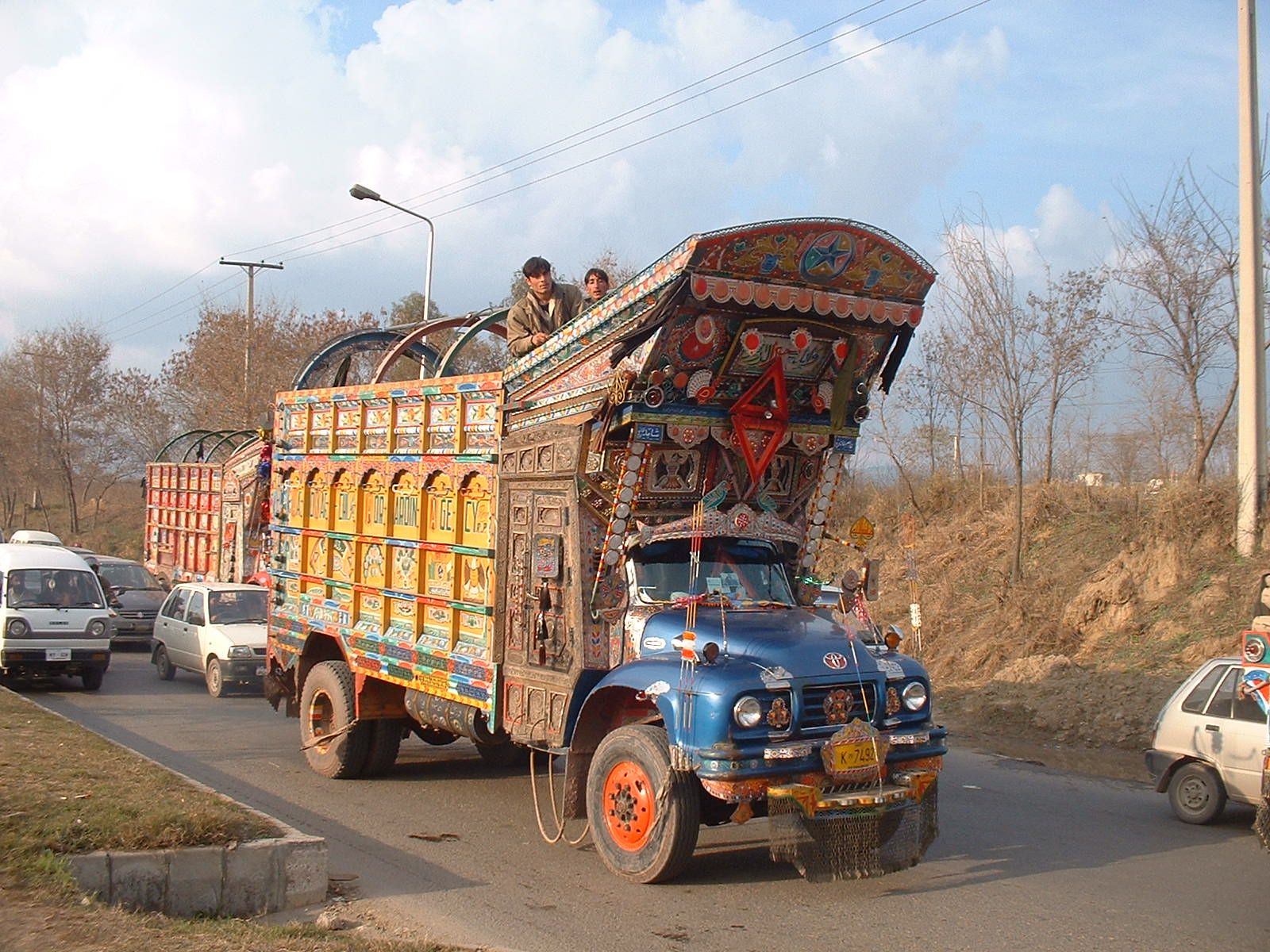
Camion décoré au Pakistan, base Bedford truck (Royaume-Uni) sous licence.

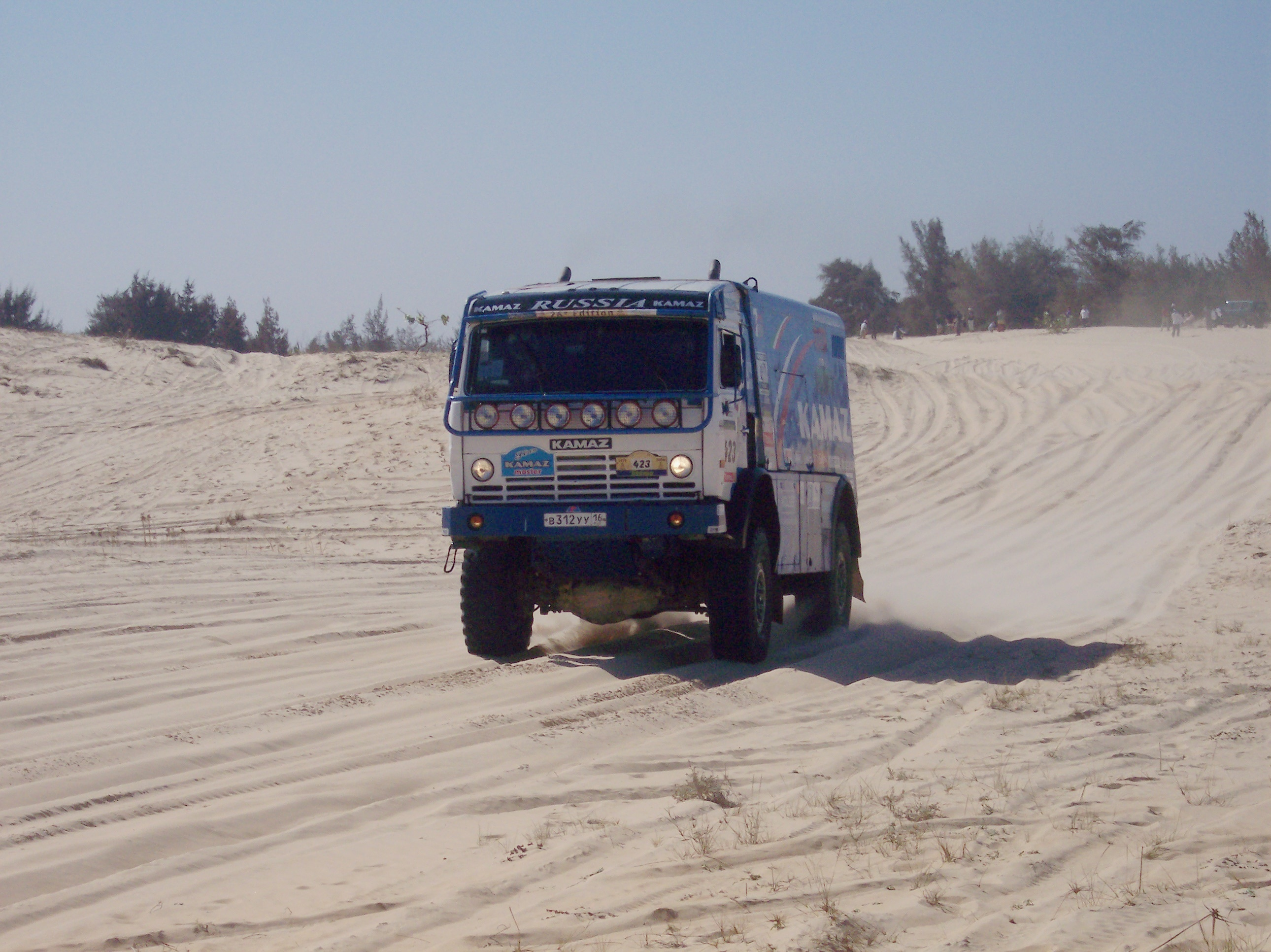
Camion russe Kamaz sur le rallye Paris-Dakar.

  - Magirus-Deutz, 1936 ; repris par IVECO en 1975
- États-Unis
  - Brockway Motor, 1851-1977
  - Dart Trucks, 1903 ; repris par Terex en 1984
  - ERF, repris par Western Star en 1996 puis par MAN
  - Fageol, 1916 ; devient Peterbilt en 1938
  - Indiana Trucks, 1898-1939
  - Mack Trucks, 1893 ; repris par R.V.I. en 1990 puis par Volvo en 2001
  - Pacific Truck and Trailer, 1947-1990
  - White, 1859 ; repris par Volvo en 1981
- France
  - Ariès, 1903-1938
  - Berliet, 1899 - 1980 (constructeur de voitures particulières jusqu'en 1939)
  - Camions Bernard, 1923-1967 (entreprise rachetée par Mack Trucks en 1963)
  - Latil, 1897-1993
  - SAVIEM, 1955 ; repris par R.V.I. en 1980
  - SOMUA, 1861 ; devient SAVIEM en 1955
  - UNIC, 1893 ; repris par Simca en 1952, Fiat V.I. en 1956, IVECO en 1976 (absorption totale en 1984)
  - Willème, 1919-1972
- Italie
  - Alfa Romeo V.I.
  - Bianchi V.I.
  - Bremach
  - FIAT V.I.
  - Lancia V.I.
  - Perlini
  - SIVI
- Japon
  - Nissan Diesel, 1935 (Nihon Diesel Industries Ltd.) ; repris par Volvo en 2006
- Royaume-Uni
  - Bedford, 1930-1986

### Constructeurs qui ont réorganisé leurs activités
- Henschel ( Allemagne), vend sa division camion à Mercedes, fabrique maintenant divers équipements industriels.
- Krupp AG ( Allemagne), vend sa division camion à Mercedes, fusionne avec Thyssen pour devenir ThyssenKrupp AG.
- Saurer ( Suisse), vend sa division camion à Mercedes, devient un fabricant de machines de textiles. Le bureau d'études des camions Saurer est resté fidèle à Iveco.
- Steyr ( Autriche), vend sa division camion[17] à MAN, devient un fabricant d'équipements motorisés.

### Constructeurs d'automobiles qui ont fabriqué des camions
- États-Unis
  - Packard, 1899
  - Pierce-Arrow
  - Studebaker, 1852 - 1967
- France
  - Chenard et Walcker, 1899 - 1951
  - Citroën, 1937 - 1975
  - Delahaye, 1845 - 1956
  - De Dion-Bouton, 1882 - 1953
  - Hotchkiss, 1855 - 1969
  - Panhard-Levassor, 1867 - 1967
  - Renault
  - Simca

### Autres constructeurs
- Beiben Heavy-Duty Truck Co. Ltd. ( Chine), principal constructeur de camions poids lourds du pays ; capacité de production de 100 000 camions par an, dont 50 000 dans la plus longue ligne d'assemblage de camion de la Chine[18]. Cette société est basée à Baotou (région autonome de la Mongolie-Intérieure). La société a fait un chiffre d'affaires de 7,89 milliards de yuans en sept mois.
- SNVI ( Algérie) Société nationale des véhicules industriels, anciennement « Société nationale de construction mécanique » (SONACOME), est un constructeur de véhicules industriels et de bus créé en 1967 à Alger[19].

## Dans la culture

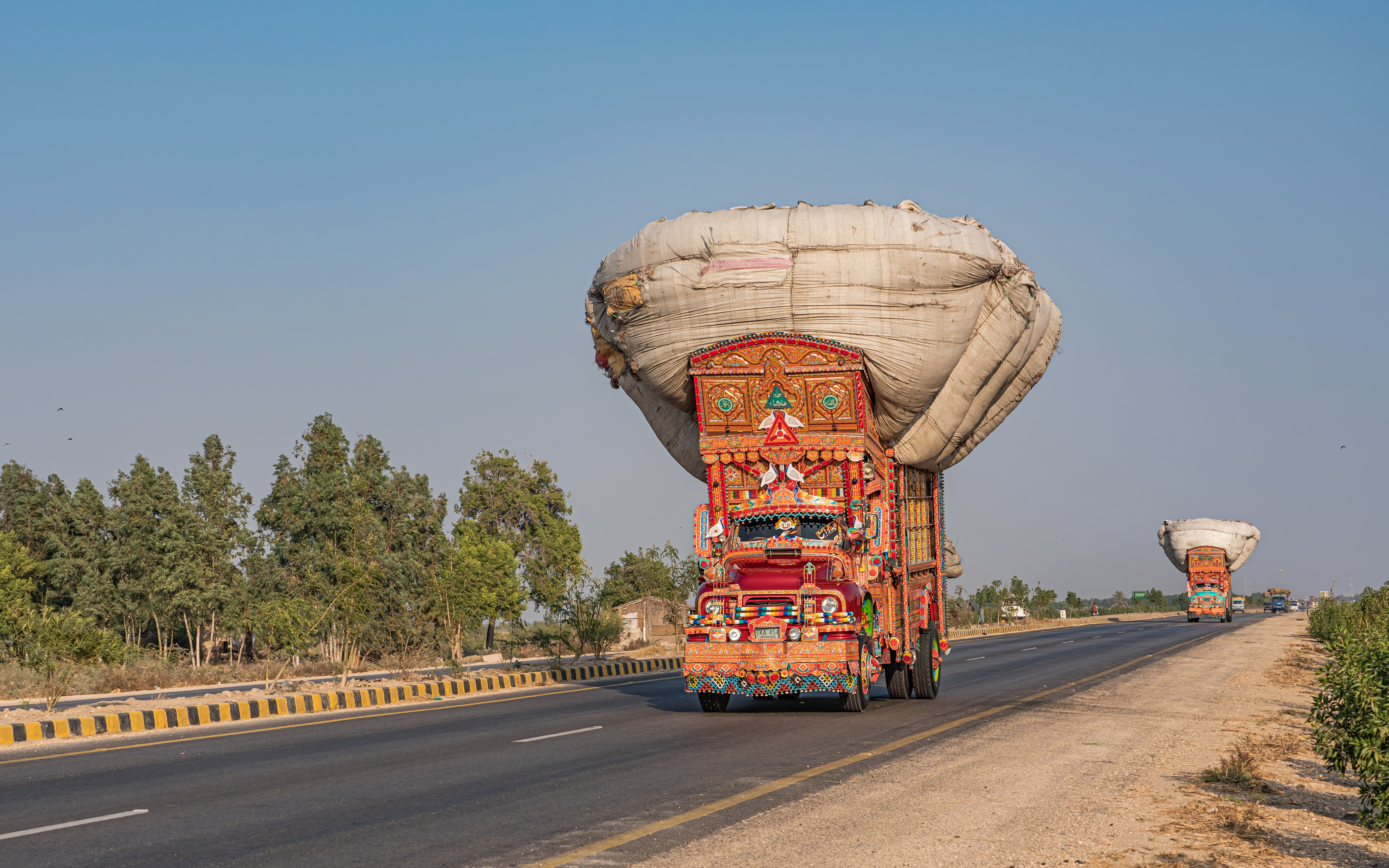
L'art des camions sur la route N-5 National Highway entre Thatta et Karachi au Pakistan. Motifs réalisés par l'. Février 2020.

### Expressions

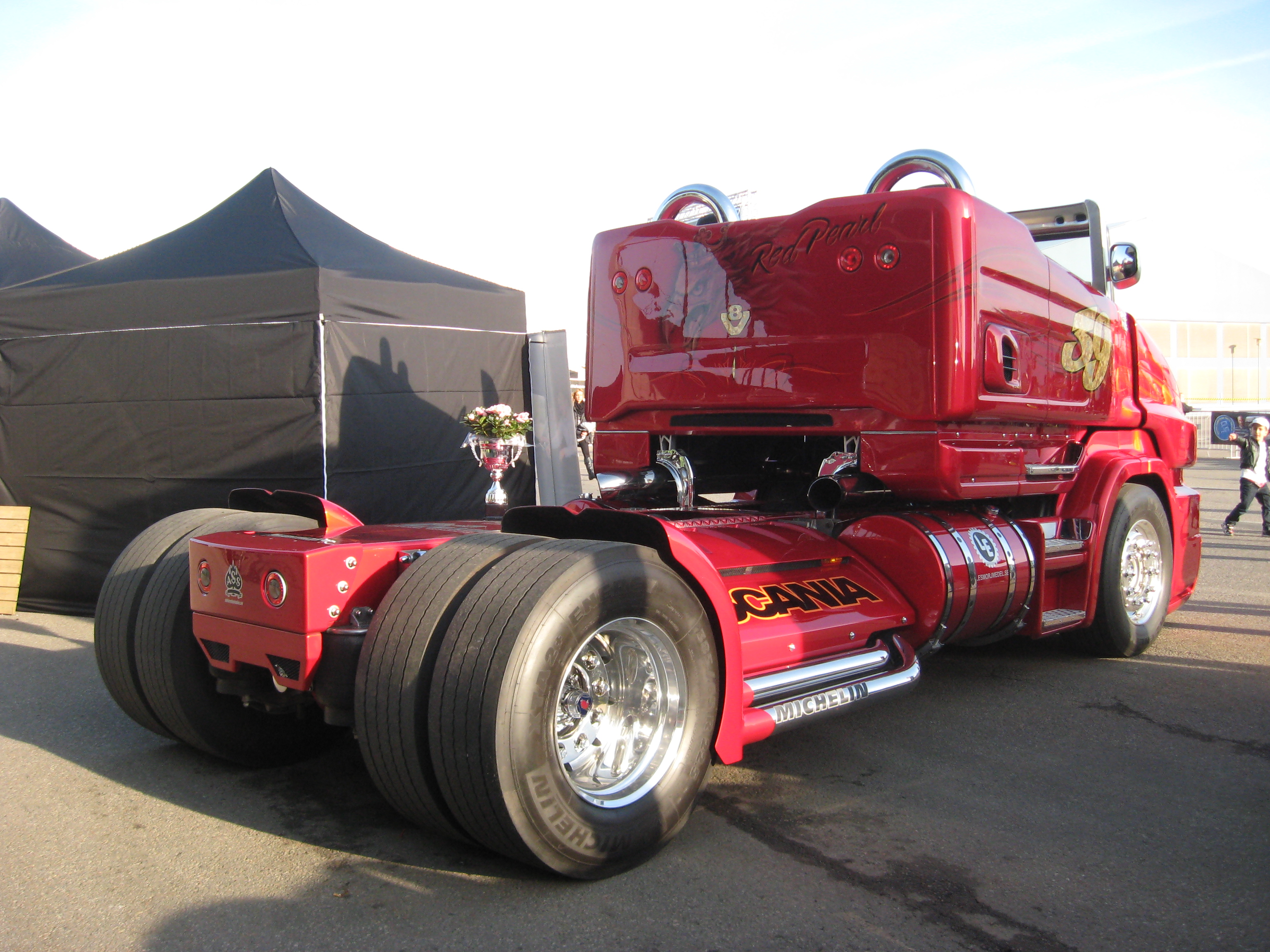
Un tracteur custom.

- « Beau comme un camion » est une expression populaire — particulièrement adaptée aux énormes et rutilants trucks américains — qui n'est pas uniquement due à Marguerite Duras.

## Camions, santé et environnement
La qualité des pneumatiques, un profilé aérodynamique des camions et des assemblages permettent d'économiser un peu de carburant.
Des pots catalytiques et une motorisation optimisée permettent aussi de réduire, par tonne transportée, les émissions de nombreux types de camions, mais le nombre de véhicules et de kilomètres parcourus a tant augmenté que « la pollution due à la circulation reste nocive pour la santé dans de nombreuses régions d'Europe ». Ainsi, en 2013, en Europe, l'AEE estime qu'en termes sanitaires, malgré les progrès de la motorisation, des carburants et des pots catalytiques, la pollution des camions coûte environ 45 milliards d’euros par an à la collectivité. La tarification routière pour les poids lourds pourrait mieux intégrer ces effets, selon l'Agence, avec des taxes plus élevées pour les camions plus polluants, un meilleur report modal et transport intermodal.

### Normes européennes
Des normes européennes, dites normes Euro, visent à réduire les émissions polluantes mesurées en « mg/km » (milligrammes par kilomètre) par le biais de catalyseur à NOx et l'addition d'un produit à base d'urée (AdBlue) ou d'un pot d'échappement à filtre catalytique.
Pour les poids lourds automoteurs mis en service au 1er octobre 1990, la norme est « Euro 0 » ; cette norme est régulièrement réévaluée, et la norme actuelle, depuis le 1er janvier 2014, est l'« Euro 6 » ; en plus de la réduction des émissions, cette norme fait aussi économiser de 2 à 6 % de carburant par rapport à l'« Euro 5 ».
L'échéance de la norme « Euro 7 » n'est pas encore décidée car « les responsables techniques ne voient pas aujourd'hui ce qu'ils vont pouvoir encore réduire ».

### Sécurité
En matière de sécurité, l'Union européenne cherche à réduire la mortalité et les blessures causées par les accidents impliquant des poids lourds. Par ailleurs, l'UE a commencé à travailler sur une réglementation sécuritaire plus poussée, la General Safety Regulation, initialement prévue pour 2022. Avec elle, verront le jour des systèmes de détection des usagers vulnérables de la route (piétons, cyclistes, etc.).
Le graphique qui aurait dû être présenté ici ne peut pas être affiché car il utilise l'ancienne extension Graph, désactivée pour des questions de sécurité. Des indications pour créer un nouveau graphique avec la nouvelle extension Chart sont disponibles ici.